# 華語金曲獎
華語金曲奬是一个中國南方音樂人倡建、在2008年建立的歌壇獎項，全球華語音樂聯盟主辦。全球近百名專業評審委員共同選出，其廣泛性和代表性覆蓋中國內地、香港、澳門、台灣和海外華人地區。創辦人是樂評人游威。
2021年“華語金曲獎”品牌獲國家版權交易中心聯盟主辦的“首屆中國年度IP評選頒獎典禮”之“音樂原創金獎”。

## 主要奖项
| 届数 | 年份 | 年度藝人      | 最佳男歌手 | 最佳男歌手 | 最佳女歌手 | 最佳女歌手 | 最佳组合            | 最佳乐队        | 最佳唱作人 | 我最喜愛的男歌手 | 我最喜愛的男歌手 | 我最喜愛的男歌手 | 我最喜愛的男歌手 | 我最喜愛的女歌手 | 我最喜愛的女歌手 | 我最喜愛的女歌手 | 我最喜愛的女歌手 | 評審團 大獎         |
| 届数 | 年份 | 年度藝人      | 國語       | 粵語       | 國語       | 粵語       | 最佳组合            | 最佳乐队        | 最佳唱作人 | 內地             | 香港             | 台灣             | 海外             | 內地             | 香港             | 台灣             | 海外             | 評審團 大獎         |
| ---- | ---- | ------------- | ---------- | ---------- | ---------- | ---------- | ------------------- | --------------- | ---------- | ---------------- | ---------------- | ---------------- | ---------------- | ---------------- | ---------------- | ---------------- | ---------------- | ------------------- |
| 1    | 2009 | 不適用        | 方大同     | 方大同     | 陳珊妮     | 陳珊妮     | at17                | at17            | 不適用     | 側田             | 側田             | 側田             | 側田             | 謝安琪           | 謝安琪           | 謝安琪           | 謝安琪           | 左小祖咒            |
| 2    | 2010 | 縱貫線        | 林宥嘉     | 陳奕迅     | 陳綺貞     | 謝安琪     | 蘇打綠              | 蘇打綠          | 不適用     | 張敬軒           | 陳奕迅           | 陳奕迅           | 不適用           | 周笔畅           | 謝安琪           | 謝安琪           | 不適用           | 縱貫線              |
| 3    | 2011 | 龚琳娜        | 陳昇       | 陳奕迅     | 江淑娜     | 容祖兒     | 農夫                | 董事長樂團      | 不適用     | 汪峰             | 光良             | 光良             | 不適用           | 张靓颖           | 謝安琪           | 謝安琪           | 不適用           | 不適用              |
| 4    | 2012 | 汪峰          | 汪峰       | 蘇永康     | 黃小琥     | 何韻詩     | 南王姊妹花          | 沼泽            | 方大同     | 胡彥斌           | 方大同           | 方大同           | 阿杜             | 周笔畅           | 蔡依林           | 蔡依林           | 梁靜茹           | 羅思容與 孤毛頭樂團 |
| 5    | 2013 | 中国 好声音   | 曹格       | 李克勤     | 萬芳       | 吳雨霏     | 草蜢 & 軟硬         | 戏班            | 不適用     | 金志文           | 孫耀威           | 孫耀威           | 阿杜             | 陈明             | 王馨平           | 王馨平           | 梁靜茹           | 胡德夫              |
| 6    | 2014 | 劉德華        | 杜德偉     | 葉振棠     | 曾淑勤     | 王菀之     | C AllStar           | 閃靈            | 不適用     | 汪峰             | 陳奕迅           | 陳奕迅           | 曹格             | 姚贝娜           | 蔡依林           | 蔡依林           | 孙燕姿           | 曾淑勤              |
| 7    | 2015 | 张学友        | 张学友     | 葉振棠     | 許茹芸     | 謝安琪     | Robynn & Kendy      | KillerSoap      | 孟楠       | 张杰             | 陳柏宇           | 陳柏宇           | 鄭淳元           | 郁可唯           | 温嵐             | 温嵐             | 茜拉             | 張洪量              |
| 8    | 2016 | 汪峰          | 李健       | 李克勤     | 劉惜君     | 楊千嬅     | C AllStar           | 蘇打綠          | 李霄雲     | 孙楠             | 陳曉東           | 周杰倫           | 品冠             | 吉克隽逸         | 容祖兒           | 蔡依林           | 蔡淳佳           | 羅思容與 孤毛頭樂團 |
| 9    | 2017 | 鄧紫棋        | 方大同     | 林奕匡     | 辛曉琪     | 李幸倪     | 小塵埃              | Supper Moment   | 吳國敬     | 张杰             | 陳奕迅           | 周杰倫           | 迪玛希           | 吉克隽逸         | 鄧紫棋           | 蔡依林           | 梁靜茹           | 馮翰銘              |
| 10   | 2018 | 許冠傑 譚詠麟 | 毛不易     | 黃凱芹     | 徐佳瑩     | 衛蘭       | 兄弟本色            | 黑豹乐队        | 金玟岐     | 華晨宇           | 陳奕迅           | 周杰倫           | 阿杜             | 吉克隽逸         | 鄧紫棋           | 温嵐             | 梁靜茹           | 丁薇                |
| 11   | 2020 | 陳奕迅        | 胡德夫     | 陳奕迅     | 蘇運瑩     | AGA        | 上海彩虹 室內合唱團 | Tizzy Bac       | 艾怡良     | 张杰             | 陳奕迅           | 蕭敬騰           | 林俊傑           | 谭维维           | 菊梓喬           | 蔡依林           | 陳潔儀           | 林憶蓮              |
| 12   | 2020 | 吴青峰        | 周华健     | 許廷鏗     | 魏如萱     | 陳蕾       | 火箭少女101         | F.I.R. 飛兒樂團 | 陳珊妮     | 吳亦凡           | 陳柏宇           | 周杰倫           | 品冠             | 李宇春           | 鄧紫棋           | 楊丞琳           | 梁靜茹           | 蒋明                |
| 13   | 2021 | 陳奕迅        | 李榮浩     | 劉德華     | 谭维维     | 菊梓喬     | SNH48               | 祖鲁乐队        | 韋禮安     | 周深             | 許廷鏗           | 吴青峰           | 光良             | 馮提莫           | AGA              | 田馥甄           | 孙燕姿           | 李泉                |
| 14   | 2023 | 周深          | 崔健       | 陳柏宇     | 黃綺珊     | 容祖兒     | 動力火車            | 魚丁糸          | 张萌萌     | 周深             | 姜濤             | 蕭敬騰           | 品冠             | 张碧晨           | 鄭欣宜           | A-Lin            | 蔡健雅           | 胡德夫              |
| 15   | 2024 | 周杰倫        | 汪峰       | 林一峰     | 鄧紫棋     | 泳兒       | 時代少年團          | 与非门          | 汪蘇瀧     | 周深             | 曾比特           | 周杰倫           | 品冠             | 郁可唯           | 鄧紫棋           | A-Lin            | 孙燕姿           | 鄧紫棋              |

## 歷屆獲獎名單

### 2009
十大華語唱片 陳昇《美麗的邂逅》、方大同《橙月》、黃耀明《King Of The Road》、左小祖咒《你知道東方在哪一邊》、陳珊妮《如果有一件事是重要的》、謝安琪《Binary》、陳奕迅《不想放手》、王若琳《Start From Here》、何韻詩《Ten Days In The Madhouse》、林海峯《我哋大家》
年度最佳男歌手 方大同《橙月》
年度最佳女歌手 陳珊妮《如果還有一件事是重要的》
年度最佳新人 王若琳《Start From here》
年度最佳樂隊/組合 at17《Over The Rainbow vol 1 & 2》
年度最佳民謠藝人 小娟和山谷裏的居民《紅布綠花朵》
年度最佳搖滾藝人 左小祖咒《你知道東方在哪一邊》
年度最佳電子藝人 超級市場《音樂會》
年度最佳Hip Hop藝人 MC Hotdog《差不多先生》
年度最佳HIFI專輯 李思琳《奇異恩典》
年度最佳New age專輯 何瑩《瑩瑩花語》
年度最佳電影原聲 范逸臣等《海角七號》
年度最佳國語專輯 陳昇《美麗的邂逅》
年度最佳粵語專輯 黃耀明《King of the road》
年度最佳其他方言專輯 五彩呼倫貝爾兒童合唱團《五彩傳説，草原童年的歌謠》
年度最佳華語專輯 陳昇《美麗的邂逅》
年度最佳國語歌曲 羣星《北京歡迎你》
年度最佳粵語歌曲 謝安琪《喜帖街》
年度最佳華語歌曲 羣星《北京歡迎你》
年度最佳作詞人 黃偉文《喜帖街》
年度最佳作曲人 林俊杰《小酒窩》
年度最佳編曲人 雷頌德《下次再見》
年度最佳製作人 方大同 & Edward Chan & Charles Lee《橙月》
年度最佳錄音師 李小沛《伶歌》
評審團大獎 左小祖咒
樂迷最愛男歌手 側田
樂迷最愛女歌手 謝安琪

### 2010
國語十大華語唱片 汪峯《信仰在空中飄揚》、左小祖咒《大事》、陳綺貞《太陽》、蘇打綠《春·日光》、陳奕迅《上五樓的快活》、蔡健雅《若你碰到他》、陶喆《69樂章》、曹方《哼一首歌 等日落》、張惠妹《阿密特》、張懸《城市》
粵語十大華語唱片 陳奕迅《H3M》、My little airport《介乎法國與旺角之間的詩意》、Swing《武當》、鄭秀文《Faith 信》、劉美君《QUEEN OF HARDSHIPS》、夏韶聲《力量》、王菀之《On Wings Of Time》、謝安琪《SLOWNESS》、MR.《If I Am…》、Soler《Canto》
十大華語金曲 縱貫線《出發(亡命之徒)》、林宥嘉《説謊》、陳奕迅《七百年後》、方大同《紅豆》、謝安琪《年度之歌》、MR.《如果我是陳奕迅》、蕭敬騰《王妃》、周筆暢《你們的愛》、蔡卓妍《大風暴》、曾軼可《獅子座》
最佳國語男歌手 林宥嘉《感官·世界》
最佳國語女歌手 陳綺貞《太陽》
最佳樂隊/組合 蘇打綠《春·日光》
最佳男新人 王梓軒《超越聲音》
最佳女新人 徐佳瑩《首張創作專輯》
最佳新樂隊/組合 五條人《縣城記》
最佳民謠藝人 曹方《哼一首歌 等日落》
最佳世界(民族)音樂藝人 代青塔娜《寂靜的天空》
最佳搖滾藝人 左小祖咒《大事》
最佳電子藝人 張亞東《潛流》
最佳爵士/藍調藝人 陳奐仁《RAW JAZZ》
最佳HIP HOP藝人 歐陽靖《免費Rap》
最佳舞曲藝人 温嵐《Dancing Queen》
年度最佳國語專輯 汪峯《信仰在空中飄揚》
年度最佳閩南語專輯 蕭煌奇《愛做夢的人》
年度最佳其它方言專輯 林生祥《野生》
年度最佳國語歌曲 縱貫線《出發(亡命之徒)》
年度最佳閩南語歌曲 蕭煌奇《愛做夢的人》
年度最佳其它方言歌曲 五條人《十年水流東，十年水流西》
年度最佳KTV歌曲 蔡卓妍 & 林俊杰《小酒窩》
年度藝人 縱貫線
評審團大獎 縱貫線
最佳粵語男歌手 陳奕迅《H3M》
最佳粵語女歌手 謝安琪《YELLING》、《SLOWNESS》
年度最佳粵語專輯 陳奕迅《H3M》
年度最佳粵語歌曲 陳奕迅《七百年後》
最佳HIFI人聲 陳潔麗《儂情》
最佳HIFI器樂 李祥霆《心》
最佳NEW AGE專輯 五行元素《五行元素》
最佳古典專輯 王羽佳《奏鳴曲與練習曲》
最佳民樂專輯 廣東音樂曲藝團《雀躍枝頭》
最佳跨界專輯 廖昌永《情緣》
最佳兒歌專輯 李紫昕《音樂夢幻花園》
最佳戲曲專輯 孟慶華《小曲兒》
最佳專輯企劃 徐雯《十億掌聲》系列(聲揚唱片)
最佳藝人行銷 縱貫線(滾石唱片)
最佳事件行銷 超級星光大道(金星娛樂)
最佳演出管理 縱貫線巡演(滾石唱片)
最佳封套設計 五條人《縣城記》(刀馬旦音樂廠牌)
最佳作詞人 林若寧《七百年後》
最佳作曲人 昭日特《吻你》
最佳編曲人 曲世聰《流轉》
最佳製作人 鮑比達《儂情》
最佳錄音師 馬斌《上海往事》
我最喜愛的男歌手 張敬軒（內地）、陳奕迅（港台）
我最喜愛的女歌手 周筆暢（內地）、謝安琪（港台）
我最喜愛的樂隊 MR.
我最喜愛的組合 Swing
優秀新人（男） 李治廷、洪傑、ENZO
優秀新人（女） 樂瞳、陳思彤、朱紫嬈、吳若希、鄭欣宜、鄧芷茵
優秀新人（組合） 糖兄妹、青鳥飛魚
優秀嘻哈組合 農夫
優秀跳唱組合 Hot Cha
優秀跳唱歌手 王子&小杰、狄易達、陳偉霆
優秀演繹歌手 關心妍
優秀躍進歌手 洪卓立、葉文輝、鄺祖德、小肥
優秀K歌 泳兒《無緣罪》
優秀國語歌曲 周筆暢《單面鏡》
優秀粵語歌曲 鍾舒漫《給自己的信》
舞台演繹大獎 陳偉霆
優秀合唱歌曲 陳思彤 & 小肥《世間始終你好》、蘇永康 & 朱紫嬈《當我愛上了你之後》
網絡人氣男歌手 王子&小杰
人氣女歌手 鍾欣桐
年度K歌大獎 MR.
公益歌曲獎 東山少爺 & 鄭建鵬 & 蔡雨晴 & 黃冠 & 七色茶組合 & 林琳 & 林頤 & 欣欣 & 胡芳芳 & 何嘉華《亞洲的夢》
全國樂迷票選最具人氣歌手 周筆暢
全國至尊歌手 陳奕迅
華語金曲30年殿堂大獎 呂方

### 2011
國語十大華語唱片 黃韻玲《美好歲月》、陳昇《PS是的我在台北》、萬能青年旅店《萬能青年旅店》、周雲蓬《牛羊下山》、萬芳《我們不要傷心了》、萬曉利《北方的北方》、周筆暢《i魚。光。鏡》、蛋堡《月光》、林生祥《大地書房》、何韻詩《無名？詩》
粵語十大華語唱片 張學友《Private Corner》、陳奕迅《Time Flies》、陳奕迅《Taste The Atmosphere》、RubberBand《Connected》、古巨基《時代》、曾航生《香港傳奇》、農夫《奇蹟》、陳奐仁 & 歐陽靖《買一送一》、黃藝明《光輝的璀璨》、恭碩良《Jun K》
十大華語金曲 李宗盛《給自己的歌》、王菲《傳奇》、龔琳娜《忐忑》、古巨基《時代》、陳奕迅《陀飛輪》、張靚穎《如果這就是愛情》、光良《台北下着雨的星期天》、東山少爺 & 鄭建鵬《廣州仔》、謝安琪《脆弱》、筷子兄弟《老男孩》
年度最佳國語男歌手 陳昇《P.S. 是的，我在台北》
年度最佳國語女歌手 江淑娜《不愛了，請你記得我的好》
年度最佳粵語男歌手 陳奕迅《Time Flies》、《Taste The Atmosphere》
年度最佳粵語女歌手 容祖兒《Joey Ten》、《空港》
年度最佳國語男新人 陳永龍《日光？雨中》
年度最佳國語女新人 田馥甄 《To Hebe》
年度最佳粵語男新人 肥寶《Feel the rhythm放手 感受 節奏》
年度最佳粵語女新人 林二汶《When She Sings林一歌林二唱》
年度最佳新樂隊 萬能青年旅店《萬能青年旅店》
年度最佳新組合 C AllStar《Make it Happen》
年度最佳樂隊 董事長樂團《眾神護台灣》
年度最佳組合 農夫《奇蹟》
年度最佳民謠藝人 周雲蓬《牛羊下山》
年度最佳世界/民族音樂藝人 林廣財《百年排灣》
年度最佳搖滾藝人 董事長樂團《眾神護台灣》
年度最佳電子藝人 強音社《廣州Lounge》
年度最佳爵士/藍調藝人 張學友《Private Corner》
年度最佳舞曲藝人 蔡依林《Myself》
年度最佳HIP HOP藝人 蛋堡《月光》
年度最佳電影原聲 雷光夏《她的改變》
年度最佳合輯 野火樂集《美麗心民謠-出發》
年度最佳國語專輯 黃韻玲《美好歲月》
年度最佳粵語專輯 張學友《Private Corner》
年度最佳閩南語專輯 董事長樂團《眾神護台灣》
年度最佳其它方言專輯 頂樓的馬戲團《上海市經典流行搖滾金曲十三首》
年度最佳國語歌曲 李宗盛《給自己的歌》
年度最佳粵語歌曲 古巨基《時代》
年度最佳閩南語歌曲 翁立友《夜市人生》
年度最佳其它方言歌曲 頂樓的馬戲團《上海童年》
年度藝人 龔琳娜
年度最佳HIFI人聲 小娟和山谷裏的居民《台北到淡水》
年度最佳獨奏專輯 朱昕嶸《琴意綿綿》
年度最佳合奏專輯 五行元素《五行元素》
年度最佳NEW AGE專輯 鄧偉標《傾國傾城》
年度最佳民樂專輯 紅音堂《國樂寶典系列》
年度最佳古典專輯 李雲迪《Chopin Nocturnes肖邦：夜曲全集》
年度最佳戲曲專輯 孟慶華《伶歌2》
年度最佳兒歌專輯 鄧澈《好爸爸》
年度最佳心靈專輯 李守業《雲水禪心》
年度最佳跨界專輯 沼澤《滄浪星》
年度最佳作詞人 黃偉文《陀飛輪》
年度最佳作曲人 鄧偉標《西施情殤》
年度最佳編曲人 李繽《廣陵散》
年度最佳製作人 杜自持《Private Corner》
年度最佳錄音師 孫紹堅 & 蘇前 & 垮夫岡田《傾國傾城》
年度最佳專輯企劃 滾石《滾石30青春音樂記事簿》（滾石唱片）
年度最佳藝人行銷 王菲（陳家瑛工作室）
年度最佳事件行銷 民謠在路上（十三月/榕樹下）
年度最佳封套設計 林生祥《大地書房》
年度最佳演出管理 荒島音樂會（城市畫報）
年度演出公司 明星巨典
華語音樂傳播貢獻獎 蘇荷集團
我最喜愛的男歌手 汪峯（內地）、光良（港台）
我最喜愛的女歌手 張靚穎（內地）、謝安琪（港台）
我最喜愛的樂隊/組合 SOLER《VIVO》
傳媒推介大獎 謝安琪《第二個家》
年度K歌大獎 光良《台北下着雨的星期天》
全國最受歡迎歌手 光良
年度搖滾製作專輯 張萌萌《北京四月》
優秀本土原創歌手 歡子《我們回不去了》、張曼莉《女人的防備》
優秀本土原創專輯 林頤 & 林琳 & 張煒 & 徐詩喻 & JQK《TOGETHER FOREVER天生快活人12週年紀念CD》
優秀獨立音樂專輯 吳彤《諷刺的生活》
優秀新人 許廷鏗《出走三部曲》、鄒文正《鄒文正》、葉慧婷《新一天》
優秀唱作新人 嶽薇《水漫金山》、餘翠芝《I wanna find a way out》
優秀唱作歌手 鄺祖德《少説故事》、樊凡《我想大聲告訴你》
優秀國語歌曲 陳啓泰《蘭州姑娘》
優秀演繹男歌手 梁漢文《一再問究竟》
優秀粵語歌曲 梁漢文《一再問究竟》
優秀大碟 G.E.M鄧紫棋《My Secret》
優秀演繹女歌手 G.E.M鄧紫棋《My Secret》
優秀躍進歌手 朱紫嬈《Illusion》、鄭融《Spring/Summer 2011》、小肥《話別離歌》、ENZO《迷失的麋鹿》
優秀跳舞組合 HOTCHA《三個人在途上》
優秀跳舞歌曲 鄭融《Kiss Kiss Kiss》
優秀兒歌 李紫昕《星光下的思念》
優秀K歌 關心妍《仍然》、張智霖《戀上外星人》
專業推介流行男歌手 張智霖《ChiLam What is Love IIOII》
專業推介流行女歌手 關心妍《A New Beginning》
華語金曲30年殿堂大獎 葉振棠
產業貢獻獎 Anders Nelsson（聶安達）

### 2012
國語十大華語唱片 左小祖咒《廟會之旅2》、林一峯 & 黃馨《花訣》、黃耀明《拂了一身還滿》、陳昇《家在北極村》、汪峯《生無所求》、蔣明《再見北方》、方大同《15》、黃小琥《如果能重來》、黃貫中《A小調協奏曲》、林宥嘉《美妙生活》
粵語十大華語唱片 My Little Airport《香港是個大商場》、陳奕迅《STRANGER UNDER MY SKIN》、林子祥《Lamusique Vintage 2011》、何韻詩《Awakening》、C AllStar《我們的胡士託》、蘇永康《和那誰的》、王聞《男人四十》、林一峯《One Magic Day》、吳雨霏《我本人》、温拿《樂壇風雲》
十大華語金曲
王菲 & 陳奕迅《因為愛情》、胡夏《那些年》、蘇永康《那誰》、陳奕迅《苦瓜》、黃小琥《順其自然》、C AllStar《天梯》、張惠妹《我最親愛的》、何韻詩《痴情司》、吳雨霏《我本人》、胡彥斌《三十而立》
年度最佳國語男歌手 汪峯《生無所求》
年度最佳國語女歌手 黃小琥《如果能重來》
年度最佳粵語男歌手 蘇永康《和那誰的》
年度最佳粵語女歌手 何韻詩《Awakening》
年度最佳國語男新人 張智《尼勒克小鎮》
年度最佳國語女新人 以莉·高露《輕快的生活》
年度最佳粵語男新人 李家仁《小明歌集》
年度最佳粵語女新人 林欣彤《Vocalist》
年度最佳新樂隊/組合 GALA《追夢痴子心》
年度最佳樂隊 沼澤《1911》
年度最佳組合 南王姊妹花《巴釐瓦格斯》
年度最佳民謠藝人 蔣明《再見北方》
年度最佳世界/民族音樂藝人 南王姊妹花《巴釐瓦格斯》
年度最佳搖滾藝人 左小祖咒《廟會之旅 II》、《你知道對方在那一邊》
年度最佳電子藝人 黃耀明《拂了一身還滿》
年度最佳爵士藝人 鍾氏兄弟《齊唱·吳秉堅之歌》
年度最佳藍調藝人 胡德夫《大武山藍調》
年度最佳舞曲藝人 陳偉霆《WOW》
年度最佳HIP HOP藝人 大支《人》
年度最佳原聲配樂 李子恆《落番-音樂·文學·歌 原聲配樂&歌謠創作》
年度最佳合輯 角頭音樂《很久沒有敬我了你·音樂劇現場實錄》
年度最佳國語專輯 左小祖咒《廟會之旅2》
年度最佳粵語專輯 My Little Airport《香港是個大商場》
年度最佳閩南語專輯 陳明章《青春》
年度最佳其它方言專輯 羅思容與孤毛頭樂團《攬花去》
年度最佳國語歌曲 王菲 & 陳奕迅《因為愛情》
年度最佳粵語歌曲 蘇永康《那誰》
年度最佳閩南語歌曲 於台煙《月曆頂頭的記號》
年度最佳其它方言歌曲 黑撒《流川楓與蒼井空》
評審團大獎 羅思容與孤毛頭樂團《攬花去》
年度藝人 汪峯
年度最佳HIFI人聲 鍾志剛《追憶梁弘志》
年度最佳獨奏專輯 盧家宏《大海嘯》
年度最佳合奏專輯 藤原成喜《昔士風發燒天碟·永遠的懷念鄧麗君》
年度最佳NEW AGE專輯 譚炎健《笛飄四季》
年度最佳古典專輯 薛嘯秋《無聲曲》
年度最佳民樂專輯 龔一《古琴》
年度最佳戲曲專輯 王心心《園內花開-南管錦曲指套精選》
年度最佳兒歌專輯 劉珈莉《幸福的小茉莉》
年度最佳心靈專輯 宋丹增 & 釋印能法師《唸佛三昧》
年度最佳跨界專輯 曾檐《一》
年度最佳作詞人 曹石《流川楓與蒼井空》（黑撒《西安事變》專輯）
年度最佳作曲人 小柯《因為愛情》（陳奕迅《STRANGER UNDER MY SKIN》專輯）
年度最佳編曲人 尚雯婕《夜之繆斯》（演唱：尚雯婕）
年度最佳製作人 尚雯婕《In》（演唱：尚雯婕）
年度最佳唱作人 方大同《15》
年度最佳錄音師 李軍《生無所求》（演唱：汪峯）
年度最佳專輯企劃 合輯《孩子 Tears for Children》（第一財經/奇異夸克）
年度最佳藝人行銷 twins（英皇娛樂）
年度最佳音樂節 迷笛音樂節（迷笛學校）
年度最佳封套設計 李子恆《落番-音樂·文學·歌 原聲配樂&歌謠創作》（翁翁-不倒翁設計創意）
年度最佳演出管理 張學友1/2世紀世界巡迴演唱會（天星娛樂）
產業貢獻獎 周小川（星外星）
我最喜愛的男歌手 胡彥斌（內地）、方大同（港台）、阿杜（海外）
我最喜愛的女歌手 周筆暢（內地）、蔡依林（港台）、梁靜茹（海外）
我最喜愛的樂隊 MR.《Misterdays》
我最喜愛的創作歌曲 MR.《昨天》
我最喜愛的唱作歌手 何韻詩《Awakening》
年度舞台大獎 何韻詩《Awakening》
我最喜愛的製作人 方大同《15》
我最喜愛的創作歌曲 方大同《因為你》
我最喜愛的專輯 周筆暢《黑·擇·明》
我最喜愛的電影歌曲 關楚耀《我還是什麼》
優秀新人 馮家俊《別人的歌》、王琮瑋《我在清溪等你》、陳姿言《到此一遊》、歐豪《假動作》、天浩《我知道你離不開我》、丁娜《我知道你離不開我》、韓小薰《流著淚為你祝福》、《Baby Hero》、蔣雪兒《紐約的冬天》、李霞《HOLD住》、李藴《擁有過》、李斌豪《點擊率》、黎冰冰《如果不是你》、陳蕊蕊《Make Up Baby》
優秀新組合 MVG《WE ARE READY》、Super Gear《哈哈鏡兵團》、Robynn & Kendy《Robynn and Kendy》
優秀新樂隊 奇翼果手機樂隊《young or never》
優秀合唱歌曲 陳思彤 & 王柯琪《我的愛傷了風》
優秀新鋭唱作組合 雷龍 & 陳玉建《大哥小弟》
優秀唱作歌手 樊凡《遠遠懂你的人》、薇《我甦醒在綠光森林》
優秀躍進歌手 劉浩龍《爛命鴛鴦》、鄺祖德《停車熄匙》、朱紫嬈《悲劇序曲》、葉慧婷《少女新姿》
優秀搖滾歌手 周柏豪《本體分裂》
優秀粵語歌曲 周柏豪《Smiley Face》
優秀唱作歌手 盧凱彤《掀起》
優秀唱作大碟 盧凱彤《掀起》
優秀節奏怨曲歌手 張智成《傾城》
優秀新民歌專輯 豔陽天《又唱山歌》
優秀創作兒歌 李紫昕《沸騰的心》
優秀EP 陳啓泰《小説》
全能歌手大獎 鄧雯心
專業推薦流行男歌手 藍奕邦《好風光》
優秀唱作大碟 藍奕邦《好風光》
專業推介創作大碟 胡彥斌《大一號》
優秀大碟 劉惜君《拂曉》
專業推薦流行女歌手 劉惜君《拂曉》
優秀演繹男歌手 孫耀威《從此我的世界多了一秒》
優秀演繹女歌手 吳雨霏《我本人》
優秀演繹歌曲 孫耀威《從此我的世界多了一秒》、吳雨霏《我本人》
最具網路人氣男歌手 熊汝霖
最具網路人氣女歌手 吳瓊
最具網路人氣組合 玩具船長樂隊
最具網路人氣原創 李漠
最具實力網路歌手 趙可
QQ音樂最佳人氣獎 曲婉婷
全國樂迷票選人氣歌手 喬任梁《復活》
全國樂迷票選人氣單曲 喬任梁《復活》
全國最受歡迎唱作人 歡子《新歡主義》
全國最受歡迎歌手 周筆暢
優秀國語歌曲 周筆暢《對嘴》
傑出華人演奏家 李高陽
傑出華人歌手 阿蘭
傑出華人音樂家 楊振龍
年度KTV點播大獎 陳奕迅
全球華人至尊歌手 吳雨霏、陳奕迅
華語金曲30年殿堂歌手 鍾鎮濤
華語金曲30年殿堂樂隊 達明一派
廣東流行音樂35週年最傑出貢獻獎 陳小奇
中國流行音樂啓蒙貢獻獎 呂念祖
終身成就獎 鳳飛飛

### 2013
國語十大華語唱片 左小祖咒《左小祖咒去奶子房》、張懸《神的遊戲》、萬芳《我們原來都是愛着的》、鄧偉標《瑪雅新紀元》、許巍《此時此刻》、戲班《就是這個調調》、林宥嘉《大小説家》、李泉《天才與塵埃》、張廣天《楊柳枝》
粵語十大華語唱片
陳奕迅《……3mm》、林二汶《Eman Lam》、My Little Airport《寂寞的星期五》、藍奕邦《好風光》、林一峯《愛鄖書》、楊千嬅《火鳥》、譚詠麟《一點光》、李克勤《在森林和原野》、古巨基《告別我的戀人們》
國語十大華語金曲
李子恆《回家》、林峯《頑石點頭》、左小祖咒 & 朱婧《瀘沽湖情歌》、陳永龍《海岸線》、李宇春《再不瘋狂我們就老了》、雲朵《牧羊人》、周杰倫《紅塵客棧》、陳楚生《經過》、梁靜茹《偶陣雨》
粵語十大華語金曲
陳奕迅《重口味》、草蜢 & 軟硬《山頂嘅朋友》、李克勤《活着為求甚麼》、吳雨霏《人非草木》、葉世榮 & EVER樂隊《十年》、張敬軒《我和秋天有個約會》、蔡卓妍《明明》、東山少爺《光陰的歌》、羣星《新禧最前線》
年度最佳國語男歌手 曹格《荷里活的動物園》
年度最佳國語女歌手 萬芳《原來我們都是愛着的》
年度最佳粵語男歌手 李克勤《在森林和原野》
年度最佳粵語女歌手 吳雨霏《My January》
年度最佳國語男新人 蕭寒《冰河》
年度最佳國語女新人 白安《麥田捕手》
年度最佳粵語男新人 馮允謙《今天開始》
年度最佳粵語女新人 鄭嘉嘉《W》
年度最佳新樂隊 玩具船長《大島小島，鹹鹹就好》
年度最佳新組合 Robynn & Kendy《Robynn &Kendy》
年度最佳樂隊 戲班《就是這個調調》
年度最佳組合 草蜢 & 軟硬《山頂嘅朋友》
年度最佳民謠藝人 李子恆《回家》
年度最佳世界/民族音樂藝人 歐開合唱團《O-Kai A Cappella》
年度最佳搖滾藝人 張萌萌《12012迷失北京》
年度最佳電子藝人 尚雯婕《ODE TO THE DOOM》、《The Doom Remix》
年度最佳爵士藝人 絲竹空爵士樂團《旋轉》
年度最佳藍調藝人 浪蕩紳士《與你同銷萬古愁》、《天藍色》
年度最佳舞曲藝人 蔡依林《Muse》
年度最佳HIP HOP藝人 拷秋勤《發生了什麼事》
年度最佳原聲配樂 黎允文《鴻門宴傳奇》
年度最佳合輯 環球羣星《浮想聯翩張國榮ReImagine - LeslieCheung》
年度最佳國語專輯 林憶蓮《蓋亞》
年度最佳粵語專輯 黃耀明《明日之歌廳》
年度最佳閩南語專輯 新寶島康樂隊《第狗張》
年度最佳其它方言專輯 五條人《一些風景》
年度最佳國語歌曲 曲婉婷《我的歌聲裏》
年度最佳粵語歌曲 葉倩文《精挑細選》
年度最佳閩南語歌曲 詹雅雯《當店》
年度最佳其它方言歌曲 程彩鎂 & 朱珊珊《上川島山歌》
評審團大獎 胡德夫
年度藝人 中國好聲音
年度最佳HIFI專輯 吳滌清《愛是唯一》
年度最佳器樂演奏 吳金黛《鳥2～天籟所在的地方》
年度最佳古典專輯 李雲迪《貝多芬 Beethoven》
年度最佳NEW AGE專輯 鄧偉標《瑪雅新紀元》
年度最佳民樂專輯 王健霖《音畫禪笛》
年度最佳戲曲專輯 關棟天《短歌行》
年度最佳兒歌專輯 何佔豪 & 徐俊《上海·愛儂—滬語童謠合唱專輯》
年度最佳心靈專輯 馬常勝《油菜花開的季節》
年度最佳跨界專輯 高翔《高思·樂翔》
年度最佳作詞人 林夕《精挑細選》（演唱：葉倩文）
年度最佳作曲人 陳輝權《帕米爾的微笑》（羣星《喀什心跳》專輯）
年度最佳編曲人 高翔《風雨大三巴》（高翔《高思？樂翔》專輯）
年度最佳製作人 楊鈺瑩《遇江南》（演唱：楊鈺瑩）
年度最佳錄音師 黎承昌《HQⅡ風行鑑聽首選》（演唱：羣星）
年度最佳專輯企劃 程彩鎂 & 朱珊珊《千年台山》（台山市廣播電視台）
年度最佳封套設計 玩具船長《大島小島，鹹鹹就好》（美麗南方）
年度最佳MV 草蜢 & 軟硬《山頂嘅朋友》（寰亞唱片）
年度最佳藝人行銷 中國好聲音（燦星文化）
年度最佳音樂節 張北草原音樂節（河北省旅遊局/光格影視）
年度最佳演出管理 顧嘉輝大師經典演唱會（新娛國際）
年度演出公司 明星巨典
產業貢獻獎 劉志文
我最喜愛的男歌手 金志文（內地）、孫耀威（港台）、阿杜（海外）
我最喜愛的女歌手 陳明（內地）、王馨平（港台）、梁靜茹（海外）
我最喜愛的樂隊/我最喜愛的搖滾專輯 MR.《New Beginning》
我最喜愛的監製 馮翰銘
我最喜愛的唱作人 曹格《荷里活的動物園》
我最喜愛的唱作歌手 樊凡《相見不如懷念》
我最喜愛的影視歌手 樊凡《相見不如懷念》
優秀新人 蔣慶華《小小時代》、熊胡杰《既然愛》、李照《門》、黃恩勉《BE MY GIRL》、AGA《AGA》、小瑜《白兔》、週上允《Super Mr.》、齊雅《小小蝸居》、晴昕《女生外嚮》、心瑤《公主的魔咒》、曾雨軒《風情萬種》、楊丹娜《牛仔帆布》
優秀新晉詞曲作者 東陽《今夜又一個人睡》
優秀新樂隊 玄樂隊《還有希望》
優秀新組合 Bro5《如果愛很簡單》
優秀新晉製作人 金大洲《小爸爸》
優秀K歌 李斌豪《愛無價》、朱紫嬈《幸福論》、鄧天浩《空間》
優秀跳唱歌手 陳蕊蕊《戀愛觀光禮》、韓小薰《Getting Up》
優秀唱作歌手 蔣雪兒《夢想家》
優秀跳唱組合 Super Gear《水着》
優秀電音組合 拾音社《kisskisskiss》
優秀唱作歌手 譚嘉荃《天使的手臂》
優秀新民歌手 張瓊《家鄉》
優秀跨界歌手 添添《春之聲》
優秀躍進歌手/優秀偶像 陳柏宇《Lost And Found》
優秀合唱歌曲 漢洋/譚嘉荃《約定》
優秀兒歌 李紫昕《我要高飛》
優秀主持歌手 劉洋、吳瑕、宋嘉其、楊斌
優秀內地歌手 曾春年《一生的牽掛》
優秀港台歌手 陳啓泰《I miss u so》
優秀醇聲歌手 李國祥《無價》
優秀流行演繹歌手/優秀演繹歌曲 孫耀威《愛…不是》
全能偶像風範大獎 李大衞《久了》
全能唱作藝人 簡紅《失語者》
專業推介流行男歌手 麥子傑《流光》
專業推介流行女歌手 劉惜君《惜君》
優秀致敬大碟 劉惜君《惜君》
年度銷量新人 Robynn & Kendy
年度KTV大獎 陳奕迅、吳雨霏
年度傳媒聯合推介金曲 陳明《日日月月》
年度傳媒聯合推介大碟 金池《我就在你面前》
年度傳媒聯合推介歌手 吳莫愁
年度音樂傳媒大獎 陳丹虹《晚安廣州》團隊
全國最受歡迎創作歌手 歡子
中國流行音樂傑出貢獻獎 吳滌清
終身成就獎 王洛賓
亞洲勁爆歌手 趙晨浩
傑出華人演奏家 伍迪
公益歌曲獎 東山少爺《廣州隊》
華語金曲30年殿堂歌手 孟庭葦
華語金曲30年殿堂樂隊 唐朝
華語金曲30年殿堂音樂人 李泰祥
全球華人至尊歌手 陳奕迅

### 2014
國語十大華語唱片 陳珊妮《低調人生》、周華健 《江湖》、張薔《別再問我什麼是迪斯可》、張智《巴克圖口岸》、朱哲琴《月出》、吉傑《自深深處》、汪峯《生來彷徨》、馮翰銘《樂章》、蘇打綠《秋·故事》、庾澄慶《關不掉的月光》
粵語十大華語唱片 陳奕迅《The Key》、C AllStar《Cantopopsibility》、譚詠麟《708090後》、葉振棠《這首歌》、王菀之《晴歌集》、李克勤《復克》、何韻詩 《Recollections》、劉以達《第四度空間》、張敬軒《pink dahlia》、泳兒《我自在》
國語十大華語金曲 王錚亮《時間都去哪兒了》、陳奕迅《穩穩的幸福》、李宗盛《山丘》、鬱可唯《時間煮雨》、王菲《致青春》、周華健《潑墨》、汪峯《一起搖擺》、黃小琥《心愛的人》、謝安琪feat.吉克雋逸《兩雙》、杜德偉《好樣》
粵語十大華語金曲 張學友 & 陳奕迅《同舟之情》、陳奕迅《任我行》、寶麗金羣星《寶記正傳》、李克勤《紙牌屋》、劉德華 &　鄭秀文《盲愛》、車婉婉《談笑風生》、C AllStar《音樂殖民地》、葉振棠《這首歌》、陳慧敏《自拍》、陳輝權 & 鄭建鵬 & 周遊格《披頭四》
年度最佳國語男歌手 杜德偉《好樣》
年度最佳國語女歌手 曾淑勤《微日舞曲》
年度最佳粵語男歌手 葉振棠《這首歌》
年度最佳粵語女歌手 王菀之《晴歌集》
年度最佳國語男新人 宋冬野《安和橋北》
年度最佳國語女新人 阿肆《預謀邂逅》
年度最佳粵語男新人 陳志嘉《五十年後》
年度最佳粵語女新人 AGA《首張唱作EP》
年度最佳新樂隊 The verse《52赫茲》
年度最佳新組合 零食娃娃《零食娃娃》
年度最佳樂隊 閃靈《武德》
年度最佳組合 C AllStar《Cantopopsibility》
年度最佳民謠藝人 洪啓《黑夜的那顆心》
年度最佳世界/民族音樂藝人 朱哲琴《月出》
年度最佳搖滾藝人 竇唯《殃金咒》
年度最佳電子藝人 梁基爵《Coucou on Mars火星日常》
年度最佳爵士藝人 莫文蔚《Somewhere I Belong》
年度最佳藍調藝人 彌藏樂隊《和時光賽跑》
年度最佳舞曲藝人 張薔《別再問我什麼是迪斯可》
年度最佳HIP HOP藝人 陳冠希X MC Hotdog《Super Brothers》
年度最佳原聲配樂 梅林茂《一代宗師》
年度最佳合輯 周雲蓬《金色推土機》
年度最佳國語專輯 陳珊妮《低調人生》
年度最佳粵語專輯 陳奕迅《The Key》
年度最佳閩南語專輯 詹雅雯《感恩的花蕊》
年度最佳世界/民族專輯 吳虹飛 & 幸福大街《薩歲之歌》
年度最佳國語歌曲 王錚亮《時間都去哪兒了》
年度最佳粵語歌曲 張學友 & 陳奕迅《同舟之情》
年度最佳閩南語歌曲 詹雅雯《漂浪的海沙》
年度最佳客語歌曲 餘畑龍《不要去英國（第二集）》
年度最佳其它方言歌曲 吳燦濤《聽我唱首歌》
年度最佳世界民族/歌曲 阿不都拉《祖國》
年度藝人 劉德華
評審團大獎 曾淑勤《微日舞曲》
年度最佳HIFI人聲 王聞《男人四十Ⅱ》
年度最佳HIFI演奏 紅音堂《韓信點兵》
年度最佳古典專輯 宋思衡《巴黎琴錄》
年度最佳NEW AGE專輯 陳輝權《風月西關》
年度最佳民樂專輯 紅音堂《韓信點兵》
年度最佳戲曲專輯 餘彬《崑曲·春色如許》
年度最佳兒歌專輯 星外星《助童為樂：偷夢的小妖精》
年度最佳心靈專輯 旦旦《綠松石》
年度最佳跨界專輯 李海鷹《鷹交響》
年度最佳作詞人 陳詠謙 & 黃沾《同舟之情》（演唱：張學友 & 陳奕迅）
年度最佳作曲人 董鼕鼕《時間都去哪兒了》（王錚亮演唱）
年度最佳編曲人 馮翰銘《浣溪沙》（馮翰銘《樂章》專輯）
年度最佳製作人 梁榮駿 & C Y. Kong & Eric Kwok《The Key》（演唱：陳奕迅）
年度最佳錄音師 林夢洋 & DEREK KWAN & 張洪軍 & 王紀華《pink dahlia》（演唱：張敬軒）
年度最佳專輯企劃 合輯《新歌唱新疆》（德威龍）
年度最佳封套設計 陳奕迅《The Key》（出品：環球唱片，設計：HEHEHE）
年度最佳MV 泳兒《通電》（英皇唱片）
年度最佳藝人行銷 我是歌手（天娛傳媒）
年度最佳音樂節 彼岸花開音樂節（頤和盛世/大象音樂空間）
年度最佳演出管理 劉德華Always世界巡演演唱會（寰亞娛樂）
年度獨立音樂廠牌 海石音樂
產業貢獻獎 “音雄會”音樂創業聯盟
演出行業傑出貢獻大獎 林建名
我最喜愛的男歌手 汪峯（內地）、陳奕迅（港台）、曹格（海外）
我最喜愛的女歌手：姚貝娜（內地）、蔡依林（港台）、孫燕姿（海外）
我最喜愛的唱作歌手 樊凡《時間的漩渦》
我最喜愛的影視歌手 樊凡《時間的漩渦》
優秀新人 馮博、鍾明秋、鄭志立、陳藝鵬、蘇耀光、程文政、羅凱瑩、葉楊、單一航、劉衣玄、遊美靈
優秀新組合 SiS樂印姊妹
優秀銷量新人王 丁悦《19 Nineteen》
優秀跳唱組合 HUNTER Z《愛壞》
優秀DJ歌手：林琳《最愛·林琳》
優秀合唱組合 劉弘 & 李斌豪 & 林振宇 & 吳雨青《新聲》
優秀合唱專輯 漢洋 & 譚嘉荃《期待》
優秀唱作歌手 漢洋《無路可退》、譚嘉荃《旅程》、黃琦雯《何日君再來》、嘉利《真英雄》
優秀新晉作詞 小瑜《月桂之約》
優秀國語歌曲 韓煒《紫砂》
優秀粵語歌曲 張曼莉《陪你睇波》
優秀微電影歌曲 李芊善《前世欠你一滴淚》
最受媒體關注新偶像 李大衞
華語金曲30年殿堂歌手 高淩風
華語金曲30年殿堂音樂人 朱德榮
終身成就獎 張耀榮

### 2015
國語十大華語唱片 胡德夫《芬芳的山谷》、張學友《醒着做夢》、左小祖咒《我們需要個歌手》、莫西子詩《原野》、陳奕迅《rice and shine》、徐佳瑩《尋人啓事》、張靚穎《第七感》、許茹芸《奇蹟》、周華健《水滸三部曲》、孫燕姿《克卜勒》
粵語十大華語唱片
謝安琪《Kontinue》、葉振棠《笑傲江湖》、林憶蓮《Re: Workz》、陳慧嫺《BY HEART》、麥浚龍《柔弱的角》、林子祥《Lamusic》、陳輝權《音樂大廚1/2》、My Little Airport《適婚的年齡》、張敬軒《MORPH》、藍奕邦《撫愛》
國語十大華語金曲
王菲《匆匆那年》、鄧紫棋《後會無期》、羅大佑《只得一生》、朴樹《平凡之路》、張靚穎《無字碑》、張洪量《愛情神曲》、張學友《用餘生去愛》、陳奕迅《你給我聽好》、袁惟仁《木吉他》、滿文軍《初衷莫忘》
粵語十大華語金曲
吳若希《越難越愛》、葉振棠 & 葉潔馨《笑傲江湖》、謝安琪《獨家村》、周啓生《我們的八十年代》、衞蘭《八九十》、杜德偉《影子舞》、張敬軒《青春常駐》、周柏豪《自由意志》、林奕匡《高山低谷》、東山少爺 & 陳堅雄 & 宋嘉其 & 梁宇《But I do》
年度最佳國語男歌手 張學友《醒着做夢》
年度最佳國語女歌手 許茹芸《奇蹟》
年度最佳粵語男歌手 葉振棠《笑傲江湖》
年度最佳粵語女歌手 謝安琪《Kontinue》
年度最佳國語男新人 黃勇《和從前一樣》
年度最佳國語女新人 程璧《詩遇上歌》
年度最佳粵語男新人 謝偉倫《醒覺》
年度最佳粵語女新人 鄧佳欣《Acoustic live on line》
年度最佳新樂隊 梅卡德爾《梅卡德爾》
年度最佳新組合 BOP天堂鳥《Bird of Paradise》
年度最佳樂隊 KillerSoap《月球背面的日光》
年度最佳組合 Robynn & Kendy《Picturesque》
年度最佳民謠藝人 胡德夫《芬芳的山谷》
年度最佳世界/民族音樂藝人 帕爾哈提《Rock from Taklamakan Desert》
年度最佳搖滾藝人 左小祖咒《我們需要個歌手》
年度最佳電子藝人 黃琦雯《M & M》
年度最佳爵士/藍調藝人 山狗大後生《檐頭下》
年度最佳舞曲藝人 杜德偉《影子舞》、《震》
年度最佳HIP HOP藝人 講者《新青年》
年度最佳唱作人 孟楠《我來自夢》
年度最佳原聲配樂 陳偉倫《進藏》、《城市微旅行》
年度最佳合輯 太歌《春/夏/秋/冬》
年度最佳國語專輯 胡德夫《芬芳的山谷》
年度最佳粵語專輯 謝安琪《Kontinue》
年度最佳客語專輯 陳永淘《細人》
年度最佳閩語專輯 蕭煌奇《上水的花》
年度最佳國語歌曲 王菲《匆匆那年》
年度最佳粵語歌曲 吳若希《越難越愛》
年度最佳閩語歌曲 蕭煌奇《上水的花》
年度最佳客語歌曲 華D《出外靠朋友》
年度藝人 張學友
評審團大獎 張洪量《愛情神曲》
年度最佳HIFI人聲 李國祥《發燒情未了》
年度最佳HIFI演奏 趙聰《聆聽中國2014》
年度最佳古典專輯 範宗沛《優雅時光》
年度最佳NEW AGE專輯 鯨魚馬戲團《鯨魚馬戲團Vol.1》
年度最佳民樂專輯 賈鵬芳《煌》
年度最佳戲曲專輯 瑞鳴《生旦淨醜》
年度最佳兒歌專輯 陳子典《廣府童謠》（大音音像）
年度最佳心靈專輯 吳尚哲《綠度母》
年度最佳跨界專輯 衣濕樂隊《神怪辭典》
年度最佳作詞人 林夕《獨家村》（演唱：謝安琪）
年度最佳作曲人 周啓生《我們的八十年代》（演唱：周啓生）
年度最佳編曲人 Edward Chan & 何山《影子舞》（演唱：杜德偉）
年度最佳製作人 王若琳 & PESSI LEVANTO《午夜劇院》（演唱：王若琳）
年度最佳錄音師 MARTIN ROLLER & MHKKA HUTTUNEN《午夜劇院》（演唱：王若琳）
年度最佳專輯企劃 葉振棠《笑傲江湖》（風行唱片）
年度最佳封套設計 查勞·巴西瓦里《波里尼西亞》（角頭音樂）
年度最佳MV 方大同《危險世界》
年度最佳藝人行銷 鄧紫棋（蜂鳥音樂）
年度最佳音樂節 草莓音樂節（摩登天空）
年度最佳演出管理 陳奕迅Eason's LIFE世界巡迴演唱會（陳家瑛工作室）
產業貢獻獎 十八子音響博物館
我最喜愛的男歌手 張傑（內地）、陳柏宇（港台）、鄭淳元（海外）
我最喜愛的女歌手 鬱可唯（內地）、温嵐（港台）、茜拉（海外）
我最喜愛的新人 畢夏《序》
我最喜愛的搖滾專輯 畢夏《序》
我最喜愛的唱作人 蕭煌奇《上水的花》
我最喜愛的公益歌手歌 浴森《通關蜜語》
我最喜愛的創作歌手 後弦《情書不爆郵》
我最喜愛的創作專輯 後弦《情書不爆郵》
我最喜愛的電子專輯 毛澤少《鮮》
我最喜愛的勵志歌曲 王乃恩《夢想前行》
我最喜愛的創作歌曲 曹寅《來自星星的你》
我最喜愛的影視歌曲 簡弘亦《兄弟一條命》
我最喜愛的影視歌手 樊凡《你的痛我明白的》
我最喜愛的影視唱作人 樊凡《你的痛我明白的》
我最喜愛的搖滾歌手 鍾偉強《搖滾周伯通》
我最喜愛的搖滾歌曲 張萌萌《理想不死》
我最喜愛的網路歌手 王麟《朋友圈》
我最喜愛的網路歌曲 韓煒《Duang Duang Duang》
優秀新人王 鄭俊弘《熊貓的故事》
優秀演繹歌手 鄭俊弘《熊貓的故事》
優秀新人 羅雋永《光》、何干梁《單戀派》、鄧英婷《骨氣》、王星《飛鳥》、顏培珊《早班火車》、岑日珈《小動作》、符藝馨《牽掛》、王曉天《北方》、王騫《荊棘鳥》、艾菲《守護夢想》、柳妍熙《朗誦者》、林昕陽《愛是信仰》、黑子沛《老同學》、林依《hello kitty》、唐古《數到三就忘記》、蘇丹《那個你》、李小薇《療傷藥》
優秀唱作新人 謝偉倫《醒覺》
優秀跳唱歌手 岑日珈
優秀唱作歌手 漢洋《無路可退》、譚嘉荃《錯過》、白若溪《晴》、崔文鬥《某年某月某日》
優秀原創歌曲 蔡曉《從來不在乎》
優秀新媒體推介歌曲 姜耀哲《一顆為你命名的星》
優秀原創專輯 崔子格《愛情大師》
優秀合唱歌曲 漢洋 & 譚嘉荃《再愛》、東山少爺 & 陳堅雄 & 宋嘉其 & 梁宇《But I do》、方爍鑫 & 張煜 & 遊楓媛 & 林綺蔓《穿越未來的盛會》
優秀新鋭製作人 姜明奇《我就是我》
優秀影視音樂唱作人 和匯慧《普遍愛情》
優秀影視歌曲 林昕陽《愛是信仰》
優秀跨界藝人 趙仕瑾
優秀跨世紀組合 張政 & 朱永棠《歲月》
優秀K歌 小瑜《保質期》
優秀躍進歌手 林奕匡《高山低谷》
優秀國語歌曲 梁君諾《向日葵海洋》
優秀粵語歌曲 陳柏宇《回眸一笑》
優秀大碟 陳柏宇《TALES》
東方美音跨界歌手 添添《讓我重生》
全能唱作藝人 阿來《回憶》
全能偶像風範大獎 李大衞
優秀獨立唱作藝人 李大衞
年度最佳單曲製作人 李聖傑《聽説》
年度最具潛力歌手 潘裕文《永不結束的馬拉松》
年度飛躍大獎 朱娜《怎麼唱情歌》
年度傑出表現獎 吳若希
年度傑出音樂人 劉洲
傑出華人演奏家 呂濤《一杯美酒》、陳慶麗《Scherzo Tarantella》
華語音樂宣傳特別貢獻獎 吉林衞視《放歌中國》
年度原創音樂大碟 尋光集
年度原創音樂平台 蝦米音樂
粵桂音樂獎 麥震爍《撐我》
年度音樂傳媒大獎 麥王爭霸（廣東廣播電視台珠江頻道）
全國最佳創作歌手 霍尊《卷珠簾》
全國最佳創作歌曲 霍尊《卷珠簾》
全國傳媒聯合推介最佳歌手 滿文軍《初衷莫忘》
華語金曲30年殿堂大獎 顧嘉輝
華語樂壇傑出貢獻獎 尹光
笑傲江湖至尊大獎 韓庚

### 2016
國語十大華語唱片 崔健《光凍》、李健《李健》、蔡健雅《失語者》、蘇打綠《冬 未了》、五條人《廣東姑娘》、許哲佩《搖擺電力公司》、陳珊妮《如同悲傷被下載了兩次》、蔣明《空山》、雷光夏《不想忘記的聲音》、張惠妹《AMIT 2》
粵語十大華語唱片 C AllStar《生於斯》、林一峯《Crossroads》、陳奕迅《準備中》、麥浚龍《Addendum》、譚詠麟《銀河歲月》、盧冠廷《Beyond Imagination》、李克勤《李克勤 我克勤》
、陳慧嫺《Evolve》、吳雨霏《豔羨》、楊千嬅《如果大家都擁有海》
國語十大華語金曲 汪峯《河流》、田馥甄《小幸運》、劉德華《回家的路》、那英《默》、曹格《冠軍》、陳永龍《沒有徐志摩》、林二汶《只怕不夠時間看你白頭》、古巨基《找到你是我最偉大的成功》、劉惜君《後來我們會怎樣》、吉克雋逸《我是女王》
粵語十大華語金曲
林子祥《粵唱越響》、麥浚龍 & 謝安琪《羅生門》、陳奕迅《無條件》、林欣彤《我們都是這樣長大的》、黃淑蔓 & 英仁合唱團《差一點我們會飛》、C AllStar《逾越生死》、Twins《虛齡時代》、李克勤《一個都不能少》、楊千嬅《最好的債》、杜德偉《我們的虛擬世界》
年度最佳國語男歌手 李健《李健》
年度最佳國語女歌手 劉惜君《當我身邊空無一人》
年度最佳粵語男歌手 李克勤《李克勤 我克勤》
年度最佳粵語女歌手 楊千嬅《如果大家都擁有海》
年度最佳國語男新人 簡弘亦《樹先生》
年度最佳國語女新人 李德筠《價值觀Vol01》
年度最佳粵語男新人 吳業坤《KWAN GOR》
年度最佳粵語女新人 陳凱彤《A Little Bliss》
年度最佳新樂隊 馬幫《馬幫》
年度最佳新組合 SNH48《苦與甜》
年度最佳樂隊 蘇打綠《冬 未了》
年度最佳組合 C AllStar《生於斯》
年度最佳民謠藝人 五條人《廣東姑娘》
年度最佳世界/民族音樂藝人 雲力思與大小朋友《Ima lalu su你叫什麼名字？》
年度最佳搖滾藝人 崔健《光凍》
年度最佳電子藝人 趙一豪《漫步北緯40度》
年度最佳爵士/藍調藝人 顧忠山《Pictures～顧忠山三重奏》
年度最佳舞曲藝人 鍾舒漫《True Instinct》
年度最佳HIP HOP藝人 講者《好嘢》
年度最佳唱作人 李霄雲《正常人》
年度最佳原聲配樂 陳見宏《1973戰火忘情》
年度最佳合輯 大巴六九《大巴六九 部落傳唱歌謠》
年度最佳國語專輯 崔健《光凍》
年度最佳粵語專輯 C AllStar《生於斯》
年度最佳閩語專輯 陳建瑋《古倫美亞》
年度最佳客語專輯 黃瑋傑《天光。日》
年度最佳國語歌曲 汪峯《河流》
年度最佳粵語歌曲 林子祥《粵唱越響》
年度最佳閩語歌曲 吳燦濤 & 蔡瑛《你擔有影無》
年度最佳客語歌曲 邱幸儀《天弓》
年度藝人 汪峯
評審團大獎 羅思容與孤毛頭樂團《多一個》
年度最佳HIFI人聲 黃凱芹《輝黃時期》
年度最佳HIFI演奏 重緣室內樂團《重緣》
年度最佳古典專輯 馬友友《生命之歌》
年度最佳NEW AGE專輯 賈鵬芳《三國志組曲》
年度最佳民樂專輯 熊雲韻《琴氣·熊雲韻》
年度最佳戲曲專輯 顧衞英《絕色傾城》
年度最佳兒歌專輯 韋然《粵港澳非物質文化遺產歌謠1》
年度最佳心靈專輯 鄧偉標《空·色·戒·道》
年度最佳跨界專輯 王弢《一天》
中國民樂貢獻獎 林爍（紅音堂唱片）
年度最佳作詞人 蔣明《時間簡史》（演唱：蔣明）
年度最佳作曲人 陳輝權《幸福之家》（演唱：張瑩）
年度最佳編曲人 崔健《外面的妞》（崔健《光凍》專輯)
年度最佳製作人 王希文《搖擺電力公司》（演唱：許哲佩）
年度最佳錄音師 崔健《光凍》（演唱：崔健）
年度最佳專輯企劃 鄧偉標《空 色 戒 道》（雨林音樂）
年度最佳封套設計 瓦依那《那歌 三部曲》
年度最佳MV 陳永龍《沒有徐志摩》（野火樂集）
年度最佳藝人行銷 我是歌手（湖南衞視）
年度最佳音樂節 理想音樂節（優酷土豆）
年度最佳演出管理 民歌40（中華音樂人交流協會）
年度演出公司 廣州龍楨文化
產業貢獻獎 天娛傳媒
我最喜愛的男歌手 孫楠（內地）、陳曉東（香港）、周杰倫（台灣）、品冠（海外）
我最喜愛的女歌手 吉克雋逸（內地）、容祖兒（香港）、蔡依林（台灣）、蔡淳佳（海外）
我最喜愛的樂隊 哈雅樂團
我最喜愛的組合 好妹妹
我最喜愛的新人 陳冰《等的人》
我最喜愛的新樂隊 99樂團《我們的歌》
我最喜愛的跳唱歌手 蘇丁琦《TIGER》
我最喜愛的HIFI歌手 泳兒
我最喜愛的HIFI專輯 泳兒《風·情歌》
我最喜愛的創作歌手 李玉璽《滿天星》
我最喜愛的唱作人 樊凡
我最喜愛的搖滾歌手 張萌萌
我最喜愛的搖滾專輯 張萌萌《空城計》
我最喜愛的影視歌手 陳啓泰（男）、鬱可唯（女）
優秀新人 王熙然《選擇性失憶》、王瀧鋭《我的好朋友》、嘉旗《出來走走》、劉李《幸福的瘋子》、丁彥通《還記得》、意玲《我是中國人》、尤思月《紅紅的中國紅》、慶慶《蝙蝠》
優秀唱作新人 陳雅森《愛亦仇》
優秀新組合 B.Gs《1+4+1》
優秀童星組合 小陳皮樂隊《同一個夢》
優秀獨立唱作人 李大衞《傷口》
優秀新鋭製作人 胡錦棠《還記得》、魏曉斌《我們只是過客》
優秀新鋭創作人 崔楠《懦弱》
新鋭音樂錄影帶導演 傑斌
優秀創作人 葉惠民《一杯清茶寫逍遙》
優秀勵志歌曲 嘉利《行大運》
優秀唱作歌手 陳寶欣《怨離殤》、劉蕊綺《中國山水畫》
優秀原創歌手 葉海茵《Left and right》、李小薇《姐要愛一場》、趙蕊《如果不能和你終老》
優秀原創歌曲 韓煒《月下故人來》、嘉利《五彩田園》、《感恩中國》、周春庭《天使夢》、齊雅《城市裏的女人啊》、添添《女兒心》
優秀D.J歌手 廣東新聞廣播News Power《聽見廣州》
優秀跳唱歌手 李佑誠《Kiga》、衞薇兒《just do it》
優秀影視歌手 段紅《沒説不愛你》
優秀影視歌曲 樊凡《防禦》
優秀K歌 小瑜《氧氣》
優秀華語新神曲 許柯夫《好白菜都讓豬給拱了》
優秀流行爵士歌手 胡琳《Body n’soul concert》
優秀實力歌手 添添《女兒心》
傑出跨界音樂人 孫洪斌《我的愛跟你一起走》
優秀國語歌曲 王瑞淇《不分手的戀愛》
優秀粵語歌曲 羣星《古粵秀色》
最具影響力新天團 Sunshine《甜蜜具現式》
最具影響力全能偶像 李大衞
最具潛力創作新人 徐苑《追》
最具旅行精神團體 99樂團
最具旅行精神藝人 鬱可唯
最具潛力歌手 朱娜《We Can Fly》
年度飛躍大獎 趙靜怡《直到時間盡頭》
十年流行金曲傳唱獎 鄭源
專業推介流行男歌手 羅力威《夏之咩》
專業推介流行女歌手 雲朵《思念》
專業推介歌曲 鬱可唯《愛情是青春的旅行》
專業推介大碟 劉惜君《當我身邊空無一人》
全國傳媒聯合推介歌手 吉克雋逸
全國傳媒聯合推薦歌曲 陳冰《等的人》
亞洲勁爆歌手 杜德偉
華語金曲30年殿堂歌手 徐小明
華語音樂至尊貢獻獎 羅大佑

### 2017
國語十大華語唱片 周杰倫《周杰倫的牀邊故事》、田馥甄《日常》、林宥嘉《今日營業中》、李榮浩《有理想》、五月天《自傳》、左小祖咒《上海歲月》、草蜢《Music walker》、方大同《JTW 西遊記》、楊乃文《離心力》、魏如萱《末路狂花》
粵語十大華語唱片 林憶蓮《陪着我走》、盧冠廷《Beyond ImaginationToo》、麥浚龍《Evil is a point of view》、林一峯《Made in Hong Kong》、容祖兒《J-Pop》、 林二汶《People Like Us》、太極《Rock the Ballad》、葉振棠《臨江仙》、鄭秀文《Fabulous》、李幸倪《beGin》
國語十大華語金曲 胡德夫《撕裂》、李玟 & 蕭敬騰《如果時間剩一秒》、趙雷《成都》、陳奕迅《在這個世界相遇》、張韶涵《不害怕》、鄧紫棋《光年之外》、李榮浩《爸爸媽媽》、張傑《越愛越強》、杜德偉《抱緊處理》、辛曉琪《明白Flow》
粵語十大華語金曲 陳奕迅《四季》、林海峯《廣東歌》、謝安琪《山林道》、李幸倪《月球下的人》、林二汶 & 岑寧兒《銀髮白》、劉德華《原諒我》、陳柏宇《別來無恙》、林奕匡《難得一遇》、徐小明《亂世未了情》、吉克雋逸《所愛一生》
年度最佳國語男歌手 方大同《JTW 西遊記》
年度最佳國語女歌手 辛曉琪《明白》
年度最佳粵語男歌手 林奕匡《有人共鳴》、《Songs Of Love》
年度最佳粵語女歌手 李幸倪《beGin》
年度最佳國語男新人 柏霖《根源情歌》
年度最佳國語女新人 陳明憙《童裝高跟鞋》
年度最佳粵語男新人 陳詠謙《Confession》
年度最佳粵語女新人 鄧小巧《The strenth of weakness》
年度最佳新樂隊 Nowhere Boys《Welcome To Our Hyperreality》
年度最佳新組合 謝芊彤 & 謝芊蕾《Best Before》
年度最佳樂隊 Supper Moment《The Moment》
年度最佳組合 小塵埃《A Little Louder》
年度最佳民謠藝人 林一峯《Made in Hong Kong》
年度最佳世界/民族音樂藝人 桑布伊《桑布伊創作專輯 - 椏幹》
年度最佳搖滾藝人 槍擊潑辣《黑色蓮花》
年度最佳電子藝人 白天不亮《遊園驚夢》
年度最佳爵士/藍調藝人 The Shanghai Restoration Project《Life Elsewhere》
年度最佳舞曲藝人 杜德偉《抱緊處理》
年度最佳HIP HOP藝人 葛仲珊《皇后區的皇后》
年度最佳唱作人 吳國敬《Amplitude》
年度最佳原聲配樂 吉田潔《大魚海棠》
年度最佳合輯 陳輝陽 × 女聲合唱《少女的祈禱》
年度最佳國語專輯 周杰倫《周杰倫的牀邊故事》
年度最佳粵語專輯 林憶蓮《陪着我走》
年度最佳閩語專輯 伍佰 & CHINA BLUE《釘子花》
年度最佳客語專輯 林生祥《圍莊》
年度最佳國語歌曲 胡德夫《撕裂》
年度最佳粵語歌曲 陳奕迅《四季》
年度最佳閩語歌曲 伍佰 & CHINA BLUE《我心內》
年度最佳客語歌曲 林生祥《南風》
年度藝人 鄧紫棋
評審團大獎 馮翰銘《Chapter II - Stars of My Universe》
年度最佳HIFI人聲 盧冠廷《Beyond ImaginationToo》
年度最佳HIFI演奏 方錦龍《絲路飛天》
年度最佳古典專輯 楊雪菲《多彩巴西》
年度最佳NEW AGE專輯 宋曉軍 × 民間藝人《阿里》、《昌都》
年度最佳民樂專輯 張子盛《文王操》
年度最佳戲曲專輯 龍劍笙《紫釵記》
年度最佳兒歌專輯 小陳皮樂隊《流行童聲1》
年度最佳心靈專輯 曹芙嘉 & 中國少兒合唱團《禮讚八十八佛》
年度最佳跨界專輯 巫少雄《澳門》
年度最佳作詞人 黃偉文（吳業坤《百姓》）
年度最佳作曲人 梅林茂（李玟 & 蕭敬騰 《如果時間剩一秒》）
年度最佳編曲人 Derrick Sepnio & Fergus Chow & 荒井十一（阿爆《有》）
年度最佳製作人 荒井十一（阿爆 《vavayan.女人》）
年度最佳專輯企劃 麥浚龍《Evil is a point of view》
年度最佳封套設計 董事長樂團《董事長的少年時代》
年度最佳MV 張國榮《冰山大火》
年度最佳藝人行銷 海蝶音樂·薛之謙
年度最佳演出管理 龍楨文化·張惠妹2016烏托邦演唱會
產業貢獻獎 陳海龍
我最喜愛的男歌手 張傑（內地）、陳奕迅（香港）、周杰倫（台灣）、迪瑪希（海外）
我最喜愛的女歌手 吉克雋逸（內地）、鄧紫棋（香港）、蔡依林（台灣）、梁靜茹（海外）
我最喜愛的歌曲 鄭欣宜《女神》
我最喜愛的新人 林亭翰《不可能不愛你》
我最喜愛的影視歌手 鄭俊弘《炮火》
我最喜愛的影視歌曲 樊凡《我真的無法放棄》
我最喜愛的組合 Robynn & Kendy《無敵》
我最喜愛的搖滾專輯 夏韶聲《沉睡啓示錄》
我最喜愛的唱作人 符致逸《靈魂獨舞》
我最喜愛的唱片監製 馮翰銘
我最喜愛的創作歌手 AGA《Ginadoll》
我最喜愛的創作專輯 AGA《Ginadoll》
優秀新人 鄭世豪《仍堅持》、譚嘉儀《陪着你走》、Hana《今天的我》、曹海丹《先生太太》、大叔先生《再見濟南》、張曼娜《一個人》
優秀唱作新人 楊峯《不甘心》、朱莉葉《AYIO》
優秀新樂隊 sp'ACE《生活道》、永夜極光《永夜極光》、格里芬《海盜旗》
優秀新組合 Magic Gals《魔幻世界》、COSMOS《I don‘t know》、1N1 Sisters《Running girls》
優秀組合 GNZ48《紫荊》、BGs《越是覺得深愛你》
優秀樂壇新生代 楊歷川
優秀MV製作人 魏曉斌《K.K.K》
優秀唱作歌手 黃浩琳《纏路》、徐苑《等一朵花長出翅膀》、嘉利《中國夢》、《誠信》、謝金獅《一帶一路中國夢》、葉海茵《成全》
優秀原創歌手 春雷《吉祥》、成鎵羽《明天》
優秀躍進歌手 胡鴻鈞《情人自擾》、何雁詩《Lost in Love》
優秀致敬大碟 蔡立兒《I Am Here》
優秀原創歌曲 林可《吻途》
優秀K歌 吳業坤《百姓》
優秀合唱歌曲 李健達 & 張錦程《好朋友》
優秀國語歌曲 樊凡《我真的無法放棄》
優秀粵語歌曲 J. Arie雷深如《愛的履歷》
優秀音樂人 韓春、韓瑋、張揮
優秀跨界時尚藝人 杜佳
最具潛力民族歌手 四郎貢布
最具表現力歌手 張薇
最具影響力全能偶像 李大衞
最受媒體關注跨界新偶像 李大衞
專業推介流行男歌手 陳柏宇
專業推介流行女歌手 馬瀟瀟
全能唱作歌手 西域胡楊
專業推介大碟 吳業坤《百姓》
專業推介歌曲 朱娜《木偶》
年度K歌大獎 鄭欣宜《女神》
全國傳媒聯合推介專輯 陳柏宇《The Players》
全國傳媒聯合推介歌曲 吉克雋逸《所愛一生》
全國傳媒聯合推介歌手 鄧紫棋
全國最受歡迎創作歌手 關喆
亞洲勁爆歌手 杜德偉
亞洲最受歡迎組合 TFBOYS
樂迷摯愛經典歌手 李國祥
華語金曲30年殿堂填詞人 鄭國江
華語金曲30年殿堂音樂人 黎小田
華語金曲30年殿堂搖滾大獎 夏韶聲
華語金曲30年殿堂舞台大獎 張立基
華語金曲30年殿堂樂隊 太極
華語金曲30年殿堂組合 草蜢
華語金曲30年殿堂歌手 迪克牛仔
華語音樂傑出貢獻獎 鍾鎮濤
終身成就獎 李禹賢

### 2018
國語十大華語唱片 羅大佑《家III》、朴樹《獵户星座》、陳奕迅《C'mon in》、孫燕姿《No.13 作品：跳舞的梵谷》、李宇春《流行》、齊秦《穿樂》、汪峯《果嶺裏29號》、丁薇《鬆綁》、張惠妹《偷故事的人》、譚詠麟《欣賞》
粵語十大華語唱片 李克勤《30克》、黃凱芹《詩人説夢》、夏韶聲《2020 ARRIVAL》、林一峯《細水如歌》、衞蘭《Love And Other Thing》、側田《The Drug Called Music》、古巨基《Salute to Dear Leslie》、JW王灝兒《My Tale》、合輯《港故仔-廣東歌原創歌集》、鍾鎮濤《A BETTER ME》
國語十大華語金曲 汪峯《那年我五歲》、羅大佑《家III》、岑寧兒《追光者》、張惠妹《連名帶姓》、莫文蔚《I Do》、楊宗緯《越過山丘》、陳奕迅《披風》、徐小明《乾坤無地不包容》、吉克雋逸《孔雀》、黃琦雯《黃》
粵語十大華語金曲 Hana《忘記我自己》、古巨基《Dear Leslie》、葉振棠《你是我的眼》、衞蘭《一格格》、伍燕 & 馮博 & 黃俊英《講古》、許廷鏗《神奇之旅》、李克勤《失魂記》、側田《不經不覺》、方皓玟《假使世界原來不像你預期》、毅光年《初心》
年度最佳國語男歌手 毛不易《平凡的一天》
年度最佳國語女歌手 徐佳瑩《心裏學》
年度最佳粵語男歌手 黃凱芹《詩人説夢》
年度最佳粵語女歌手 衞蘭《Love And Other Thing》
年度最佳國語男新人 陳寧《尚能歌否》
年度最佳國語女新人 謝春花《知非》
年度最佳粵語男新人 陳堅《永不放棄》
年度最佳粵語女新人 陳蕾《出走》
年度最佳新樂隊 KAWA樂隊《出雲南記》
年度最佳新組合 火箭少女101《撞》
年度最佳樂隊 黑豹樂隊《本色》
年度最佳組合 兄弟本色《SKRU UP》
年度最佳民謠藝人 程璧《步履不停》
年度最佳世界/民族音樂藝人 斯琴格日樂《織謠II》
年度最佳搖滾藝人 謝天笑《那不是我》
年度最佳電子藝人 陳偉倫《念思愁》
年度最佳舞曲藝人 衞薇兒《遲到四年的專輯》
年度最佳爵士/藍調藝人 杭天《十二年後》
年度最佳唱作人 金玟岐《大七電台》
年度最佳原聲配樂 黃艾倫 & 翁瑋盈 & 金培達《春嬌救志明》
年度最佳國語專輯 羅大佑《家III》
年度最佳粵語專輯 李克勤《30克》
年度最佳閩語專輯 拍謝少年《兄弟沒夢不應該》
年度最佳客語專輯 秋林《大嶺腳下2》
年度最佳國語歌曲 汪峯《那年我五歲》
年度最佳粵語歌曲 Hana《忘記我自己》
年度最佳閩語歌曲 趙傳《感謝你》
年度最佳客語歌曲 曾輝彬 & 劉謙隆 & 徐駒光 & 李建生《大山之歌》
年度藝人 許冠傑 & 譚詠麟
評審團大獎 丁薇《鬆綁》
年度最佳HIFI人聲 露雲娜《酒紅色的心》
年度最佳HIFI演奏 寧峯《炫技·燃情》
年度最佳古典專輯 陳響《我心惆悵》
年度最佳NEW AGE專輯 梁旭《六度》
年度最佳民樂專輯 陳雷激《猿嘯青蘿》
年度最佳戲曲專輯 吳非凡《紅豆相思》
年度最佳兒歌專輯 小陳皮樂隊《小陳皮賀新春》
年度最佳心靈專輯 丘碧玲《絃歌》
年度最佳跨界專輯 跨世紀合唱團《新編·保衞黃河》
年度最佳作詞人 羅大佑《家III》
年度最佳作曲人 李劍青《出城》
年度最佳編曲人 Fergus Chow /陳子龍《一格格》
年度最佳製作人 陳建騏《心裏學》
年度最佳錄音師 張政《新編·保衞黃河》
年度最佳專輯企劃 陳輝權 & 梁天山 & 勞震宇《粵韻唐詩》
年度最佳封套設計 紅音堂《大潮升輝》
年度最佳藝人行銷 許冠傑 & 譚詠麟（環球唱片）
年度最佳演出管理 許冠傑 & 譚詠麟“阿SAM &阿TAM”演唱會（藝能娛樂）
產業貢獻獎 天藝唱片
我最喜愛的男歌手 華晨宇（內地）、陳奕迅（香港）、周杰倫（台灣）、阿杜（海外）
我最喜愛的女歌手 吉克雋逸（內地）、鄧紫棋（香港）、温嵐（台灣）、梁靜茹（海外）
我最喜愛的新人 孟慧圓《壹號樓壹三零三》
我最喜愛的唱作人 高進《我們不一樣》
我最喜愛的歌曲 毛不易《消愁》
我最喜愛的創作專輯 毛不易《平凡的一天》
我最喜愛的專輯 吉克雋逸《世界公民》
我最喜愛的新媒體歌曲 小峯峯《學貓叫》
我最喜愛的新古典歌手 夢葦《杏花煙柳》
我最喜愛的影視歌手 樊凡《放過》
我最喜愛的搖滾歌手 張萌萌《醉人的夜》
我最喜愛的搖滾樂隊 果味VC
我最喜愛的民謠歌手 王梵瑞
我最喜愛的跳唱歌手 温嵐
優秀新人 陳浩廷《琉璃星空》、黃麗華《守護星星》、黃佩文《許願星》、泰米《璀璨》、胡之熙《因為你》、張芷涵《誰與情長》、王銩銩《散場》、鍾維《花一樣美麗》、張如一《野子》
優秀童星 韓宇《夢想時代》
優秀童星導師 那仁朝格、彭玫、梁欣宏、梁向寧
優秀唱作人 楊明毅《青春告白》
優秀唱作歌手 嘉利 &　陳貞蓁《愛就一起去旅遊》
優秀原創歌手
陳一暢《情敵》、小瑜《If you care》、李大衞《對不起我愛你》、麥子《愛過就夠》、丁童《疏忽》、饒天亮《做你的愛人》
優秀影視歌曲演繹　孫伯綸《如果遇見》
優秀原創專輯　宋秉洋《宇宙唯一的你》
優秀原創歌曲　侯磊《就在不遠處》、鄧勇基《同創一個夢想》、莫立煥《我想做你的男人》
公益歌曲獎　汪蘇瀧 & 汪晨蕊《攜手同行》
最受傳媒關注新偶像/全能偶像大獎 李大衞
全國傳媒聯合推介專輯 戴瀠萱《空洞》
全國傳媒聯合推介歌手 胡夏
全國傳媒聯合推介歌曲 胡夏《閲讀愛情》
華語音樂傑出貢獻獎 趙傳
華語音樂40年殿堂音樂人 付林
華語音樂40年殿堂歌手 李谷一

### 2020
國語十大華語唱片 林憶蓮《0》、蔡依林《UGLY BEAUTY》、艾怡良《垂直活着 水平留戀着》、莫文蔚《我們在中場相遇》、莫西子詩《月光白的很》、胡德夫《時光》、許茹芸《綻放的綻放的綻放》、許巍《無盡光芒》、李榮浩《耳朵》、陳綺貞《沙發海》
粵語十大華語唱片 陳奕迅《L.O.V.E.》、合輯《THE ALBUM》、譚詠麟《音樂大本型》、盧冠廷《Movie to Music》、林一峯《Travelogue 4 Escape》、羣星《環球高歌陳百強》、黃凱芹《十里春風》、Supper Moment《dal segno》、李幸倪《Bold & Beauty》、周柏豪《Allt er ást》
國語十大華語金曲 吳青峯《起風了》、李宗盛《新寫的舊歌》、譚維維《江湖兒女》、陳綺貞《殘缺的彩虹》、陳奕迅《我們》、杜德偉《起來》、林憶蓮 & 張惠妹《雙影》、A-Lin《最好的朋友在身邊》、劉若英《粉絲》、張傑《一路之下》
粵語十大華語金曲 葉振棠 & 歐信希《功夫之城》、古巨基 & 胡定欣《亂世情侶》、Robynn & Kendy《世界對我們》、陳奕迅《我們萬歲》、林奕匡《草原》、劉德華《My Love》、周柏豪《男人背後》、麥浚龍《勇悍．17》、李幸倪《很堅強》、AGA《小問題》
年度最佳國語男歌手 胡德夫《時光》
年度最佳國語女歌手 蘇運瑩《幻》
年度最佳粵語男歌手 陳奕迅《L.O.V.E.》
年度最佳粵語女歌手 AGA《Luna》
年度最佳國語男新人 蔣家駒《庸醫》
年度最佳國語女新人 林愷倫《SHA YAN》
年度最佳粵語男新人 鄧志舜《鄧志舜》
年度最佳粵語女新人 阿細《阿細》
年度最佳新樂隊 VOGUE5《youth無限》
年度最佳新組合 力量之聲《海闊天高》
年度最佳樂隊 Tizzy Bac《知人》
年度最佳組合 上海彩虹室內合唱團《萬能圖書館》
年度最佳民謠藝人 鍾立風《有一個你知道的人來了又去了》
年度最佳世界/民族音樂藝人 拜力汗《空中漫步》
年度最佳搖滾藝人 張楚《一部分》
年度最佳電子藝人 睡帽樂團《Room Service》
年度最佳舞曲藝人 鹿晗《Re：Play》
年度最佳爵士/藍調藝人 羅寧《光與影的邂逅》
年度最佳唱作人 艾怡良《垂直活着 水平留戀着》
年度最佳原聲配樂 李紫昕《國王與我 音樂劇原聲唱片》
年度最佳國語專輯 林憶蓮《0》
年度最佳粵語專輯 陳奕迅《L.O.V.E.》
年度最佳閩語專輯 官靈芝《爵好》
年度最佳客語專輯 林生祥 & 温尹嫦 & 黃子軒 & 黃瑋傑 & 江育達《系毋系罅擺》
年度最佳合輯 羣星《環球高歌陳百強》
年度最佳國語歌曲 吳青峯《起風了》
年度最佳粵語歌曲 葉振棠 & 歐信希《功夫之城》
年度最佳閩語歌曲 茄子蛋《浪子回頭》
年度最佳客語歌曲 林宜欣 & 傅安妮 & 鍾宛婷 & 黃姵棻《妹珠》
年度藝人 陳奕迅
評審團大獎 林憶蓮《0》
年度最佳HIFI人聲 陳佳《又見鄧麗君II》
年度最佳HIFI演奏 戴茹《莊周夢蝶》
年度最佳古典專輯 王雷《舒伯特聲樂套曲系列1-美麗的磨坊女》
年度最佳NEW AGE專輯 孫灝堯《滄海笑》
年度最佳民樂專輯 馬久越《聆聽中國》
年度最佳戲曲專輯 龍劍笙《蝶影紅梨記》
年度最佳兒歌專輯 譚珮妮《我來自台北》
年度最佳心靈專輯 彭家麗《重生·從新》
年度最佳跨界專輯 李曉川《新時代》
年度最佳作詞人 李榮浩《慢慢喜歡你》（演唱：莫文蔚）
年度最佳作曲人 艾怡良《Forever Young》（演唱：艾怡良）
年度最佳編曲人 陳星翰《怪美的》（演唱：蔡依林）
年度最佳製作人 常石磊 & 恭碩良 & Kelvin Avon《沙文》（演唱：林憶蓮）
年度最佳錄音師 李貴《絲竹牡丹亭》（演奏：方錦龍）
年度最佳專輯企劃 合輯《THE ALBUM》（幻國文化）
年度最佳封套設計 王沛良《秋夕·古詩賦詠集》（TOPMUSE）
年度最佳MV 許廷鏗《演員的自我修養》（華納唱片）
年度最佳藝人行銷 抖音音樂人（抖音）
年度最佳演出管理 “A CLASSIC TOUR 學友.經典世界巡迴演唱會（環球唱片）
產業貢獻獎 風行唱片
我最喜愛的男歌手 張傑（內地）、陳奕迅（香港）、蕭敬騰（台灣）、林俊杰（海外）
我最喜愛的女歌手 譚維維（內地）、HANA菊梓喬（香港）、蔡依林（台灣）、陳潔儀（海外）
我最喜愛的新人 歐信希《傾心》
我最喜愛的組合 小陳皮樂隊
我最喜愛的童星 杜珂兒《珂愛》
我最喜愛的兒歌 陳儀朵《爸爸媽媽愛寶寶》
我最喜愛的創作人 徐小明 & 羅堅《祝福以後》
我最喜愛的影視歌手 樊凡《燃燒》
我最喜愛的搖滾歌手 張萌萌《傳説》
我最喜愛的搖滾樂隊 永夜極光樂團《WE ARE YOUNG》
我最喜愛的公益歌手 梁安琪《活出生命》
我最喜愛的HIFI歌手 鍾明秋《是時候》
優秀新人 徐浩崑《祝福以後》、陳亦云《越》、後天《藝術家》、盧章果《給一點勇氣》、麥客風《想》、劉斯斯《還沒愛夠》、林彩霞《東山街角》、王馨雨《寫給未來的信》、李杭《歸離》、黃丹豔《我會永遠陪着你》、羅雪慧《被時間遺忘的女人》
優秀新樂隊 M2樂隊《離開》
優秀新組合 花城少女團《愛情鳥》
優秀唱作歌手 那仁朝格《綻放》、張偉明《他的她》、胡之熙《愛存在》、曾慶洋《利劍雄鷹》、李九萱《餘生，要和讓你笑的人在一起》
優秀原創歌手 田維英《這個冬天》、莫莫《夢想的翅膀》
優秀原創歌曲 嘉利《你是我一生的風景》、吳喻同《同一個太陽》
優秀原創專輯 何達文《大城小插曲》
優秀創作人 曾小燕《我們的大英雄》、劉煥紅《鶴愛共行》
優秀公益歌曲 韓春《星耀天河》、陳浩廷《與愛同行》
優秀賀年歌曲 劉小唯 & 羅羽兮《金豬送福》
優秀童星 莊灩文、王婉卿、李婧瑜、陳冠宇、潘景嵐、朱致慧、張高興、陳維儀、張允美、宋雨萱
優秀童星導師 張昌堯、潘強、劉小榮、蘇傑、孫瓊、歐豔、嚴麗、劉力、王映懿、李玉玲
優秀童歌音樂人 梁向寧、彭玫、梁欣宏、黃濤、羅筱雅、江紅蓮、蒙羿、向正坤、劉曉花、李娟
優秀音樂教育 邱斯寧
終身成就獎 黎小田
普語十大華語唱片 許哲珮《失物之城》、曾沛慈《謎之音》、吳青峯《太空人》、王若琳《愛的呼喚》、梁靜茹《我好嗎？-太陽如常升起》、李幸倪《浮世繪》、周華健《少年》、楊乃文《越美麗越看不見》、蕭煌奇《候鳥》、小柯《五十歲的狂歡》
粵語十大華語唱片 Robynn & Kendy《Curations》、Nowhere Boys《Journey to Nowhere》、石詠莉《Nostalgia》、黃淑蔓《Feanna 17+》、黃妍《黃妍説》、譚詠麟《音樂夏令型》、陳蕾《1029》、衞蘭《In His Name》、林二汶《初音》、小塵埃《Little by Little》
普語十大華語金曲 薛之謙《木偶人》、陳奕迅《相信你的人》、周杰倫《説好不哭》、孫楠《生日》、林宥嘉《少女》、鬱可唯《三十而慄》、F.I.R.飛兒樂團《星火》、洪啓《在外省幹活》、小豆《回家》
粵語十大華語金曲 麥浚龍feat. 黎明《忘記和記》、楊千嬅《嫁給愛情》、Dear Jane《2084》、謝霆鋒《塑造》、陳柏宇《金草莓》、容祖兒《Pretty Crazy》、HANA菊梓喬《鋼鐵有淚》、衞蘭《運動詩歌》、林二汶《初音》、陳輝權《嶺南醒獅》
年度最佳普語男歌手 周華健《少年》
年度最佳普語女歌手 魏如萱《藏着並不等於遺忘》
年度最佳粵語男歌手 許廷鏗《拾》
年度最佳粵語女歌手 陳蕾《1029》
年度最佳普語男新人 隔壁老樊《我曾》
年度最佳普語女新人 孔藝弦《Mel》
年度最佳粵語男新人 Erick.L《A STORY》
年度最佳粵語女新人 崔子格《喜粵》
年度最佳新樂隊 老王樂隊《吾日三省吾身》
年度最佳新組合 嶼後南里《嶼後南里的四季》
年度最佳樂隊 F.I.R.飛兒樂團《末日青春：補完計劃》
年度最佳組合 火箭少女101《立風》
年度最佳民謠藝人 馬條《給給》
年度最佳搖滾藝人 左小祖咒《四大名著》、《台灣》
年度最佳電子藝人 李宇春《哇》
年度最佳R&B/Soul藝人 曹格《曹小格 Super Junior》
年度最佳HIPHOP藝人 MC HotDog《廢物》
年度最佳舞曲藝人 江映蓉《10》
年度最佳爵士/藍調藝人 李曉川《搖滾詩人·The New Age Jazz》
年度最佳世界/民族音樂藝人 HAYA《LINK》
年度最佳國風藝人 劉珂矣《渡風》
年度最佳唱作人 陳珊妮《Juvenile A》
年度最佳原聲配樂 朱芸編《哪吒之魔童降世 電影原聲音樂大碟》
年度最佳普語專輯 許哲珮《失物之城》
年度最佳粵語專輯 Robynn & Kendy《Curations》
年度最佳閩語專輯 草屯囝仔《貓霧仔光》
年度最佳客語專輯 米莎《戇仔船》
年度最佳合輯 羣星《我們的60年商業電台》
年度最佳普語歌曲 薛之謙《木偶人》
年度最佳粵語歌曲 麥浚龍feat. 黎明《忘記和記》
年度最佳閩語歌曲 潘越雲《照鏡》
年度最佳客語歌曲 羣星《HAKKA客家》
年度藝人 吳青峯
評審團大獎 蔣明《磨石集》
年度最佳HIFI人聲 姚瓔格《聽》
年度最佳HIFI演奏 羣星《憶江南》
年度最佳古典專輯 楊雪霏《MILONGA DEL ANGEL》
年度最佳NEW AGE專輯 李星宇 & 鯨魚馬戲團《ONLY THE STARS TO TEACH US LIGHT》
年度最佳民樂專輯 張帆《忘機》
年度最佳戲曲專輯 新樂府《即墨盲人大鼓書》
年度最佳兒歌專輯 流行童聲《瑞鼠迎春賀新年》
年度最佳心靈專輯 林寶《茶禪雅韻》
年度最佳跨界專輯 航樂《絲路詩韻 跨界詩樂作品集》
年度最佳作詞人 周耀輝《無限》（崔子格《喜粵》專輯）
年度最佳作曲人 張家誠《嫁給愛情》（演唱：楊千嬅）
年度最佳編曲人 陳君豪《貴族的輓歌》（楊乃文《越美麗越看不見》專輯）
年度最佳製作人 譚伊哲 & 陳偉倫 & 鄭楠 & Myd & Sam Tiba & Nick Atkinson & Edd Holloway & Cimo Frankel & Frankie Rik Annema & AFSHeeN & Josh Cumbee《哇》（演唱：李宇春）
年度最佳錄音師 梁冬盛《淡淡君情》（演唱：鍾志剛）
年度最佳專輯企劃 黃琦雯《聲音電影秀》（太平洋）
年度最佳封套設計 女孩與機器人《密室逃脱》（滾石電音）
年度最佳MV 吳青峯《譯夢機》（環球唱片）
年度最佳藝人行銷 火箭少女101（哇唧唧哇）
年度最佳演出管理 張傑2019“未·LIVE”巡迴演唱會（行星文化、羅盤文化）
產業貢獻獎 廣東音像城
我最喜愛的男歌手 吴亦凡（內地）、陳柏宇（香港）、周杰倫（台灣）、品冠（海外）
我最喜愛的女歌手 李宇春（內地）、鄧紫棋（香港）、楊丞琳（台灣）、梁靜茹（海外）
我最喜愛的歌曲 陳雪凝《綠色》
我最喜愛的跨界歌手 馮提莫《謝謝愛過》
我最喜愛的組合 小陳皮樂隊《心中的天籟》
我最喜愛的HIFI歌手 王聞《男人四十VI天與地》
我最喜愛的製作人 何忠 & 廖志茂《男人四十VI天與地》
我最喜愛的創作人 梁天山《煙花響起》
我最喜愛的公益歌曲 高翔《從此以後》
我最喜愛的童星 嚴雨錡《愛多一點點》
我最喜愛的兒歌 魏藝逍《火鍋LOVE》
專業推介流行男歌手 歐信希《Believe》
專業推介流行女歌手 露雲娜《下雨天》
優秀新人 何藝斌《退出》、美琪Vicky《快樂女生》、阿依.羅《絲路成念》、劉特《如你所願》、程梓栩《馴獸》
優秀新晉作詞人 莫立煥《潮來了》
優秀創作人 潘強《牛牛牛 牛年到》、李娟《大聲唱出來》、蒙羿《江南夢》、羅筱雅《媽媽的背影》、李叁木《另一個我自己》
優秀唱作歌手 蘇小文《品茶·原創歌曲集》、彭玫《心中的那抹紅》、梁欣宏《萬物復甦》
優秀原創歌手 白杏薇《悲傷那麼大》、蘇稚淇《向夢想出發》
優秀原創歌曲 黃琦雅《快樂的小豬》
優秀文旅歌曲 賴富強 & 嘉利《相遇廣州》
優秀公益歌曲 陳和霞《老家在中國》
優秀音樂IP 球猴兒童音樂節
優秀跨界營銷廠牌 樂動時代文化
優秀跨界音樂製作人 韓星洲《YO!》
優秀影視OST詞曲創作 張小波 & 石在 & Sam《唱風》
優秀童星 吳彭、王樂軒、曾鈺涵、何梓樂、張雋齊、張潔怡、黃鈺涵、廖裕然、劉語棠、王瑾辰、商顯睿、羅羽兮、張高興
優秀童星導師 盧紅萍、董曉燕、楊桃、馮永斌、馬莉、王倩、李俊環、邵斐斐、馬晨雪茜、梁旭
優秀童歌音樂人 吳春娥、何志銘、金語彤、李小梅、曾夢喬、張昌堯、孫瓊、張旭紅、高紅、常燕宜
優秀童歌樂評人 劉煥紅
優秀音樂教育 楊揚（太陽音樂教育）

### 2021
年度最佳男歌手獎（普通話類） 李榮浩《麻雀》
年度最佳女歌手獎（普通話類） 譚維維《3811》
年度最佳男歌手獎（粵語類） 劉德華《演·唱》
年度最佳女歌手獎（粵語類） 菊梓喬《不能放手》
年度最佳男新人獎（普通話類） 陳立農《格格不入》
年度最佳女新人獎（普通話類） 楊芸晴《天氣：晴》
年度最佳男新人獎（粵語類） 林家謙《Major in Minor》
年度最佳女新人獎（粵語類） 李靖筠《Hello Stranger》.
年度最佳新樂隊獎 祖魯樂隊《戰馬》
年度最佳新組合獎 硬糖少女303《硬糖定律》
年度最佳樂隊獎 萬能青年旅店《冀西南林路行》
年度最佳組合獎 SNH48《TAKE ME》
年度最佳民謠藝人獎 卜軍《一個人的唱詩班》
年度最佳搖滾藝人獎 小雨樂隊《宋隕星辰》
年度最佳電子藝人獎 朱婧汐《塑膠天堂》
年度最佳R&B/Soul藝人獎 潘瑋柏《節奏先生》
年度最佳HIP HOP藝人獎 瘦子E.SO《靈魂出竅》
年度最佳舞曲藝人獎 蕭亞軒《赤裸真相》
年度最佳爵士/藍調藝人獎 小娟&山谷裏的居民《山谷裏的波薩諾瓦》
年度最佳世界/民族音樂藝人獎 艾斯卡爾《一個長滿音符的土地》
年度最佳國風藝人獎 王沛良《綺蘭·宋詞原創歌集》
年度最佳唱作人獎 韋禮安《Sounds of My Life》
年度最佳原聲配樂獎 博譞《蕎麥瘋長 電影配樂專輯》
年度最佳專輯獎（普通話類） 張藝興《蓮》
年度最佳專輯獎（粵語類） 張國榮《REVISIT》
年度最佳專輯獎（閩語類） 青蟲 aoi《有你的故事》
年度最佳專輯獎（客語類） 九連真人《阿民》
年度最佳合輯獎 流行童聲《真的愛你/童聲戰疫專輯》
年度最佳歌曲獎（普通話類） 周杰倫《MOJITO》
年度最佳歌曲獎（粵語類） 莫文蔚《呼吸有害》
年度最佳歌曲獎（閩語類） 朱海君《夢見蘇西》
年度最佳歌曲獎（客語類） 秋林《落水水》
年度藝人獎 陳奕迅
評審團大獎 李泉《十日彈》
年度最佳HIFI人聲獎 姚瓔格《老歌》、《紅歌》
年度最佳HIFI演奏獎 邸揚 & 許玉蓮《無他》
年度最佳古典專輯獎 孔嘉寧《貝多芬鋼琴奏鳴曲——月光&槌子鍵琴》
年度最佳New age專輯獎 鯨魚馬戲團《Vol.5 愛，回憶之海與旅行者3號》
年度最佳民樂專輯獎 東洋高週波《炎 Red》
年度最佳戲曲專輯獎 馬久越《白蛇傳》
年度最佳兒歌專輯獎 高一格《別具·一格》
年度最佳心靈專輯獎 左小祖咒《扎西持林》
年度最佳跨界專輯獎 鄧偉標《西遊記之悟空》
年度最佳作詞人獎 李雨《五行歌》
年度最佳作曲人獎 張萌萌《我們都是憂傷的人》
年度最佳編曲人獎 唐奕聰《春夏秋冬A Balloon's Journey》
年度最佳製作人獎 梁榮駿《REVISIT》
年度最佳錄音師獎 馮煒國《絛州大鼓20年紀念版》
年度最佳專輯企劃獎 《西遊記之悟空》
年度最佳封套設計獎 《Sounds of My Life》
年度最佳MV獎 《阿茲海默》
年度最佳藝人行銷獎 硬糖少女303（哇唧唧哇）
年度最佳演出管理獎 “相信未來”線上義演（微博、網易雲音樂、大麥、蝦米音樂、TME騰訊音樂娛樂集團）
年度最佳音樂書籍獎 MUSIKLAND《香港流行音樂專輯101》
十大華語唱片獎（普通話類） 
張藝興《蓮》、吳青峰《冊葉一：一與一》、韋禮安《Sounds of My Life》、萬能青年旅店《冀西南林路行》、譚維維《3811》、萬芳《給你們Dear All》、田馥甄《無人知曉》
、蕭亞軒《Naked Truth 赤裸真相》、薑昕《歲月如歌》、毛不易《小王》
十大華語唱片獎（粵語類）
張國榮《REVISIT》、Dear Jane《Limerence》、劉德華《演唱》、許廷鏗《Negative》、林一峯《Born In Kowloon》、AGA《So Called Love Songs》、菊梓喬《不能放手》、Supper Moment《Everything Is You》、盧冠廷《Homework》、林奕匡《Finding Charlie》
十大華語金曲獎（普通話類）
周杰倫《MOJITO》、田馥甄《一一》、鄧紫棋《平凡天使》、羅大佑《請珍重》、張藝興《玉》、方大同《面面》、肖戰《光點》、譚維維《章存仙》、沙寶亮《今年》、馮提莫《自己》
十大華語金曲獎（粵話類）
莫文蔚《呼吸有害》、陳奕迅《是但求其愛》、劉德華《繼續美麗》、容祖兒《東京人壽》、鄭融《多喝水》、Dear Jane《最後一間唱片鋪》、梁詠琪《平安夜》、曾若華《零分》、AGA《See you next time》、許廷鏗《無力感》
產業貢獻獎 黃懷欽（永聲音樂）
我最喜愛的男歌手獎 周深（內地）、許廷鏗（香港）、吳青峰（台灣）、光良（海外）
我最喜愛的女歌手獎 馮提莫（內地）、AGA（香港）、田馥甄（台灣）、孫燕姿（海外）
我最喜愛的歌曲獎 王琪《可哥託海的牧羊人》
我最喜愛的童星獎 羅詩琦《安逸的成都》
我最喜愛的HIFI專輯獎 風行羣星《風行的音樂永續》
優秀新人獎 韋涵昱《見面》、劉芊螢《最後一聲親愛的》、梁琮明《心會疼》、毛峙鴻《勇敢的飛翔》、饒淼《藍天之下》
優秀唱作歌手獎 張偉明《這樣好嗎》、何藝斌《妳愛我嗎？》
優秀原創歌手獎 楊峯《只要平凡》、嘉利《等你來貴港》、陳寶欣《從相遇到分開》、彭美琪《人活一輩子開心最重要》、李娟《江南故土》、蒙羿《飄雨的日子》
優秀原創歌曲獎 莫莫《眷戀南寧》、嘉利《眷戀南寧》、黃海剛《壯志高飛》
優秀公益歌曲獎 徐小明《中國紅心》
優秀跨界歌曲獎 馬小倩《淘茗》
優秀童星獎 羅羽兮、張高興、閆雅雯、扶紫婷、把馨雅、隋燁、李紀瀝、江俊傑、説果奕霏
優秀童歌音樂人獎 張露、謝家英、譚樂寧、愛佳、王淼
優秀童歌製作人獎 羅筱雅、張揮、孫瓊、朱昇平
優秀創教導師獎 張秀琴、張妮、羅舒文、杜碧妍
優秀兒歌音樂製作獎 南昌小陳皮
優秀唱作人獎 陳俊龍《追夢人生》
優秀創作人獎 陳一暢《一簾花夢》、張晶《天使之愛》、大邁MizarMin《THE MVP》、賴富強《眷戀南寧》
優秀作詞人獎 莫立煥《眷戀南寧》、何榮堅《相遇羣豪》、梁湘雲《健康女神》、李振弘《等你來貴港》、汪升榮《家的味道》
優秀製作人獎 劉曉洪
優秀演奏家獎 黃翔《阿爾卑斯山的森林》
優秀音樂製作廠牌獎 樂動時代
傳媒大獎 金童聲少兒文化平台
全國傳媒聯合推介歌曲獎 馮提莫《再見，少年》
殿堂音樂人獎 楊雲驃
終身成就獎 趙英俊

### 2023
十大華語唱片獎（普通話） 羅大佑《二零二零八月宜花東鹿記》、胡德夫《最後的獵人》、周治平《中年男子》、左小祖咒《涅槃》、崔健《飛狗》、李健《無時無刻》、飛兒樂團《鑽石之心》、劉若英《各自安好》、蔡健雅《DEPART》、黃綺珊《小霞2.0》
十大華語唱片獎（粵語） MIRROR《One And All》、容祖兒《薛丁格的貓》、衞蘭《It’s OK To Be Sad》、陳蕾《HONESTY》、鄧志舜《Amusing To Death》、陳柏宇《53FPS》、王菀之《仍然記得嗰一次》、黃妍《九道痕跡》、陳逸璇《Tasting》、林家謙《Seven》
十大華語金曲獎（普通話） 陳奕迅《孤勇者》、黃霄雲《星辰大海》、張傑《少年中國説》、飛兒樂團《相信希望》、華語新聲《雲中漫唱》、周治平《中年男子》、劉若英《各自安好》、蔡健雅《出走》、周深《懸崖之上》、曹方《春天那麼短》
十大華語金曲獎（粵語） 謝霆鋒《對峙》、李幸倪《日出時讓街燈安睡》、王赫野《大風吹》、陳美齡《櫻花説》、AGA《CityPop》、歐信希《神挑合侶》
陳柏宇《感情這回事》、許靖韻《情歌之後》、Twins《小小女人》、姚焯菲《原來談戀愛是這麼一回事》
年度最佳普通話男歌手獎 崔健《飛狗》
年度最佳普通話女歌手獎 黃綺珊《小霞2.0》
年度最佳粵語男歌手獎 陳柏宇《53FPS》
年度最佳粵語女歌手獎 容祖兒《薛丁格的貓》
年度最佳普通話男新人獎 任嘉倫《三十二·立》
年度最佳普通話女新人獎 李紫婷《Find Mi·Me》
年度最佳粵語男新人獎 張天賦《Have A Good Time》
年度最佳粵語女新人獎 陳凱詠《Processing》
年度最佳新樂隊獎 神納姆樂隊《調·歪》
年度最佳新組合獎 MIRROR《One And All》
年度最佳樂隊獎 魚丁糸《池堂怪談》
年度最佳組合獎 動力火車《都是因為愛》
年度最佳民謠藝人獎 柏霖《時光一念》
年度最佳搖滾藝人獎 崔健《飛狗》
年度最佳電子藝人獎 Mandarin《Lost and Found 普通週末 Live》
年度最佳R&B、Soul藝人獎 袁婭維《月亮失眠了》
年度最佳HIPHOP藝人獎 謝帝《Couple Hunnid Mixtape Vol.3》、《信徒》
年度最佳舞曲藝人獎 劉雨昕《XANADU》
年度最佳爵士、藍調藝人獎 張文彪《約定》
年度最佳世界、民族音樂藝人獎 陳建年《人之島》
年度最佳國風藝人獎 戴荃《俠客行》
年度最佳唱作人獎 張萌萌《眾生在上》
年度最佳原聲配樂獎 王宗賢《紫禁城》
年度最佳普通話專輯獎 羅大佑《二零二零八月宜花東鹿記》
年度最佳粵語專輯獎 MIRROR《One And All》
年度最佳閩語專輯獎 蕭煌奇《舞台》
年度最佳客語專輯獎 愛客樂《他鄉尋客》
年度最佳合輯獎 羣星《紫禁城》
年度最佳普通話歌曲獎 陳奕迅《孤勇者》
年度最佳粵語歌曲獎 蕭煌奇 & 潘麗麗 & 黃昺翔《舞台》
年度最佳客語歌曲獎 龔德 & 王鍾唯《兩兄弟》
年度藝人獎 周深
評審團大獎 胡德夫《最後的獵人》
年度最佳HIFI人聲獎 區瑞強《致敬BEYOND》《風雨同路》
年度最佳HIFI演奏獎 秦立巍《HIFI大提琴II柯達伊&巴赫》
年度最佳古典專輯 武瑋《武瑋第二交響曲》
年度最佳NEW AGE專輯獎 鯨魚馬戲團 & 李星宇《鯨魚馬戲團Vol.6～海邊的一天》
年度最佳民樂專輯獎 方錦龍《音樂·詩經》
年度最佳戲曲專輯獎 江其虎《葉派小生·中國戲曲精品》
年度最佳兒歌專輯獎 流行童聲《就是這麼牛2021賀歲專輯》
年度最佳心靈專輯獎 巫娜《古琴·天禪（六）》
年度最佳跨界專輯獎 孟慶華《俳》
年度最佳作詞人獎 羽善《指尖江南》
年度最佳作曲人獎 瞿子千 & 劉濤《星辰大海》
年度最佳編曲人獎 Mike Orange《娑婆》
年度最佳製作人獎 CMgroovy & 李拾壹 & 陳星翰 & Edward Chan & 王雙駿《One And All》
年度最佳錄音師獎 李馬科《離海最遠的地方》
年度最佳專輯企劃獎 瑞鳴《中國音樂地圖·聽見》
年度最佳封套設計獎 羅大佑《二零二零八月宜花東鹿記》（種子音樂）
年度最佳MV獎 蔡健雅《Om Tara》（導演：黃中平）
年度最佳藝人行銷獎 MIRROR（大國文化）
年度最佳演出管理獎 “想你·張國榮”線上演唱會（健康·旦）
年度最佳音樂書籍獎 文碩《中國現代音樂劇史》
產業貢獻獎 音樂永續計劃（IFPI香港會）
我最喜愛的男歌手獎 周深（內地）、姜濤（香港）、蕭敬騰（台灣）、品冠（海外）
我最喜愛的女歌手獎 張碧晨（內地）、鄭欣宜（香港）、A-Lin（台灣）、蔡健雅（海外）
我最喜愛的搖滾歌手獎 張萌萌《眾生在上》
我最喜愛的HIFI歌手獎 王聞《真·王聞》
我最喜愛的公益歌手獎 梁安琪《因為你，我爭氣》
優秀新人獎 黃炫斌《Love Is Over》、芳芳《花的記憶》、周雅倩《思戀在哭泣》
優秀小創作人獎 羅羽兮《約好了》、張高興《西塘謠》、江俊傑《最好的觀眾》
優秀原創歌手獎 光光《前程似錦》、姚心悦《有你最美》
優秀原創歌曲獎 張揮《張師傅》、望舒星《夢話》、嘉利《桂林山水美》、《浪漫香港》、《相約澳門》、劉煥紅《愛在深處藏》
優秀公益歌曲獎 羅筱雅《我防溺水有高招》、華語童星《山水相連》、《這一瞬間》
優秀童星獎 陳千言《新春到》、陳萬語《過新年》、王莎拉《紅紅火火過大年》
優秀作詞人獎 張龍躍 & 林域《每一次》、張晶《騰飛吧 中國》、莫立煥《我們怎麼了》、鄧業迎《遇見陽江》、賀一恵《桂林山水美》
優秀MV獎 胡司文 & 潘登《每一次》
優秀新媒體獎 央視頻《流行童聲》欄目
優秀出品機構獎 李文龍“南方成長智庫”、琴星文化
全能創作藝人獎 葉海旋《我的父親》
樂迷摯愛經典歌手獎 彭家麗
終身成就獎 顧嘉煇

### 2024
十大華語唱片獎（國語） G.E.M鄧紫棋《啟示錄》、A-LIN《LINK》、汪峰《也許我可以無視死亡》、姚瓔格《校園歌曲》、羅大佑《安可曲》、左小祖咒《廟會之旅III》、徐秉龍《商業歌曲？》/《品質音樂？》、鬱可唯《Dear Life》、HAYA《野獸》、低苦艾《往返》
十大華語唱片獎（粵語） 徐小明/吳非凡《撼江湖》、泳兒《Dark light of the soul》、雷有輝《二十才前》、林一峰《子曰》、王聞《數字人生》、ONE PROMISE《semicolon》、側田《love songs from dreams》、衛詩《STAGES》、衛蘭《DAUGHTER》、李幸倪《Time &Faith》
十大華語金曲獎（國語） 周傑倫《最偉大的作品》、齊秦《柳川西街的少年》、周深《風起流年》、李榮浩《烏梅子醬》、劉歡《長津湖》、孫楠《天地我來過》、SNH48《絕無僅有》、陳楚生《白石洲》、林宥嘉《完，》、鬱可唯《如果花》
十大華語金曲獎（粵語） 群星《前》、許志安《人與人之間》、林彩霞《羊城印象》、陳輝權《月與歌》、薛凱琪/麥浚龍《月球上碰面》、古巨基/呂爵安《飄流教室》、譚詠麟《莫名的淚》、陳柏宇《有我》、洪嘉豪《污糟兒》、曾比特《重見》
年度最佳國語男歌手獎 汪峰《也許我可以無視死亡》
年度最佳國語女歌手獎 G. E.M鄧紫棋《啟示錄》
年度最佳粵語男歌手獎 林一峰《子曰》/《It's Hard to Say Goodbye》/《Transform（Volume 1）》
年度最佳粵語女歌手獎 泳兒《Dark light of the soul》
年度最佳國語男新人獎 比代利《預言之子》
年度最佳國語女新人獎 單依純《勇敢額度》
年度最佳粵語男新人獎 張威騰《流星似靜候》
年度最佳粵語女新人獎 張蔓姿《Why I Am Here》
年度最佳新樂隊獎 ONE PROMISE《semicolon》
年度最佳新組合獎 影子計畫《城市的影》
年度最佳樂隊獎 與非門《廿年》
年度最佳組合獎 時代少年團《烏托邦少年》
年度最佳民謠藝人獎 趙雷《署前街少年》
年度最佳搖滾藝人獎 丁武《什麼》
年度最佳電子藝人獎 Albert Wang亞伯旺《硬派古典音樂電子舞曲Classical Hardstyle》
年度最佳R&B、Soul藝人獎 單依純《勇敢額度》
年度最佳HIPHOP藝人獎 GAI周延《杜康》
年度最佳舞曲藝人獎 青春美少女《要記得·紀念專輯》
年度最佳爵士、藍調藝人獎 Mr. Miss《枕邊迷航》
年度最佳世界、民族音樂藝人獎 雅維·茉芮《藤蔓wahi》
年度最佳國風藝人獎 程璧《詩經》
年度最佳唱作人獎 汪蘇瀧《21世紀羅曼史》/《聯名》
年度最佳原聲配樂獎 張鎰麟《人世間電視劇原聲帶》
年度最佳國語專輯獎 G.E.M鄧紫棋《啟示錄》
年度最佳粵語專輯獎 徐小明/吳非凡《撼江湖》
年度最佳閩語專輯獎 鄭宜農《水逆》
年度最佳客語專輯獎 羅思容與孤毛頭《今本日系馬》
年度最佳合輯獎 星外星《源音樂系列》
年度最佳國語歌曲獎 周傑倫《最偉大的作品》
年度最佳粵語歌曲獎 群星《前》
年度最佳閩語歌曲獎 阿吉仔《心愛的謝謝》
年度最佳客語歌曲獎 羅偉力《唔知》
年度藝人獎 周傑倫
評審團大獎 G.E.M鄧紫棋《啟示錄》
年度最佳HIFI人聲獎 姚瓔格《姚瓔格的歌》/《校園歌曲》
年度最佳HIFI演奏獎 范宗沛《熟成式》
年度最佳古典專輯 國家大劇院《十載佳音》
年度最佳NEW AGE專輯獎 吳金黛《萬籟的絮語》
年度最佳民樂專輯獎 周展《古箏·一盞清茗酬知音》
年度最佳戲曲專輯獎 孟慶華《名家名伶》
年度最佳兒歌專輯獎 倪可《蟲兒飛箜篌彈唱》》
年度最佳心靈專輯獎 鄧偉標《太極》
年度最佳跨界專輯獎 裴長佳《馬久越作品·茶》
年度最佳作詞人獎 梁天山《四平方》
年度最佳作曲人獎 GooChan/MC張天賦《老派約會之必要》
年度最佳編曲人獎 CM groovy《18部半》
年度最佳製作人獎 廖志茂《撼江湖》
年度最佳錄音師獎 李貴/黃振翼《校園歌曲》
年度最佳專輯企劃獎 A-LIN《LINK》（索尼音樂）
年度最佳封套設計獎 陳楚生《塗鴉森林》（指彈音樂）
年度最佳MV獎 周傑倫《最偉大的作品》
年度最佳藝人行銷獎 SHNH48十周年（絲芭傳媒）
年度最佳演出管理獎 陳奕迅《FEAR AND DREAMS香港演唱會》（環球唱片）
年度最佳綜藝節目 聲生不息（芒果TV/湖南衛視/TVB）
年度最佳音樂書籍獎 黃國恩《這樣憶起陳百强》（非凡出版）
產業貢獻獎 廣東省流行音樂協會
我最喜愛的男歌手獎 （香港）曽比特、（臺灣）周傑倫、（內地）周深、（海外）品冠
我最喜愛的女歌手獎 （香港）G.E.M鄧紫棋、（臺灣）A-LIN、（內地）鬱可唯、（海外）孫燕姿
我最喜愛的搖滾歌手獎 張萌萌《自由之路》
我最喜愛的兒歌專輯 李紫昕《女王教室》
優秀新人獎 牛哥《還愛我嗎》、聞堯《暮光之戀》、錢家俊《昭》
優秀樂團 土不叔叔《像蘑菇一樣生活》
優秀作詞人 李蘭《來吃茶》、李榮堅《全力奔赴》
優秀唱作人 楊熾易《取景框VF》
優秀唱作歌手 何展睿《愛情六重奏》、林君蓮《Why Are You Always Looking At Me》
優秀原創歌手 鄧勇·巴特爾《大漠蒼狼》、桂瑩瑩《失眠者》、楊雪《西吉好風光》
優秀原創專輯 羅嘉維《金迷都市》
優秀原創歌曲 姚心悅《天空的姿態》、小瑜《陪我長大的0616》、康迪文旅《又見康橋》、嘉利《壯志淩雲》
優秀合唱歌曲 郭力行/劉錫明/牛哥《兄弟》 
優秀影視歌曲 陳柏瑋《生世情》
優秀公益歌曲 錦鯉女孩《追夢吧少年》
優秀童星 黃夢蕾《星星的眼睛會說話》、陳千言/陳萬語《北海人中國心》、曹詩雅《又到畢業季》、王莎拉《英雄花開英雄城》
專業推介流行歌手 歡子
廣東流行音樂特別貢獻獎 葉海旋
終身成就獎 喬羽

## 外部連結
- 華語金曲獎官方網站 （页面存档备份，存于）